# Bentley Continental GT
Der Bentley Continental GT ist ein Luxus-Coupé des britischen Herstellers Bentley Motors Limited, der seit 1998 Tochterfirma der Volkswagen AG ist. Das Kürzel GT steht für Gran Turismo. Die Cabrio-Version dieser Baureihe ist der Bentley Continental GTC.

## Erste Generation (2003–2011)

### Fahrzeugcharakteristika
Der Continental GT ist der erste Bentley, der unter der Regie von Volkswagen entwickelt wurde. Präsentiert wurde er auf dem Genfer Auto-Salon 2003. Der Wagen hat den W12-Zylinder-Motor des VW Phaeton, jedoch mit Turbolader. Auch der Allradantrieb, die Luftfederung, das Automatikgetriebe und die Fahrzeugelektrik/Elektronik stammen vom Konzernbruder (Volkswagen-Konzern D-Plattform, zusammen mit Phaeton und Audi A8 D3). Der Bentley wurde – ebenfalls größtenteils in Handarbeit – im Stammwerk Crewe in England gefertigt, wo infolge der hohen Nachfrage an der Kapazitätsgrenze produziert wird, was zu langen Wartezeiten führte.
Der Continental GT war ab 167.504 Euro erhältlich. Serienmäßig enthält er unter anderem eine Volllederausstattung, Schaltwippen am Lenkrad, Infotainmentsystem mit Navigationssystem, DVD-Spieler und 12-Kanal-Hi-Fi-System, Sechsfach-CD-Wechsler, Multi-Zonen-Klimaautomatik und elektrisch einstellbare Vordersitze mit „Memory“-Funktion. Gegen Aufpreis erhält der Kunde das Mulliner-Driving-Specification-Paket von der hauseigenen Veredelungsabteilung: 20″-Leichtmetall-Sporträder, gestickte Bentley-Logos in den Sitzlehnen, Schalthebel im Sportdesign und gelochte Aluminium-Sportpedale. Ebenfalls wahlweise erhältlich ist eine Carbon-Keramik-Bremsanlage.

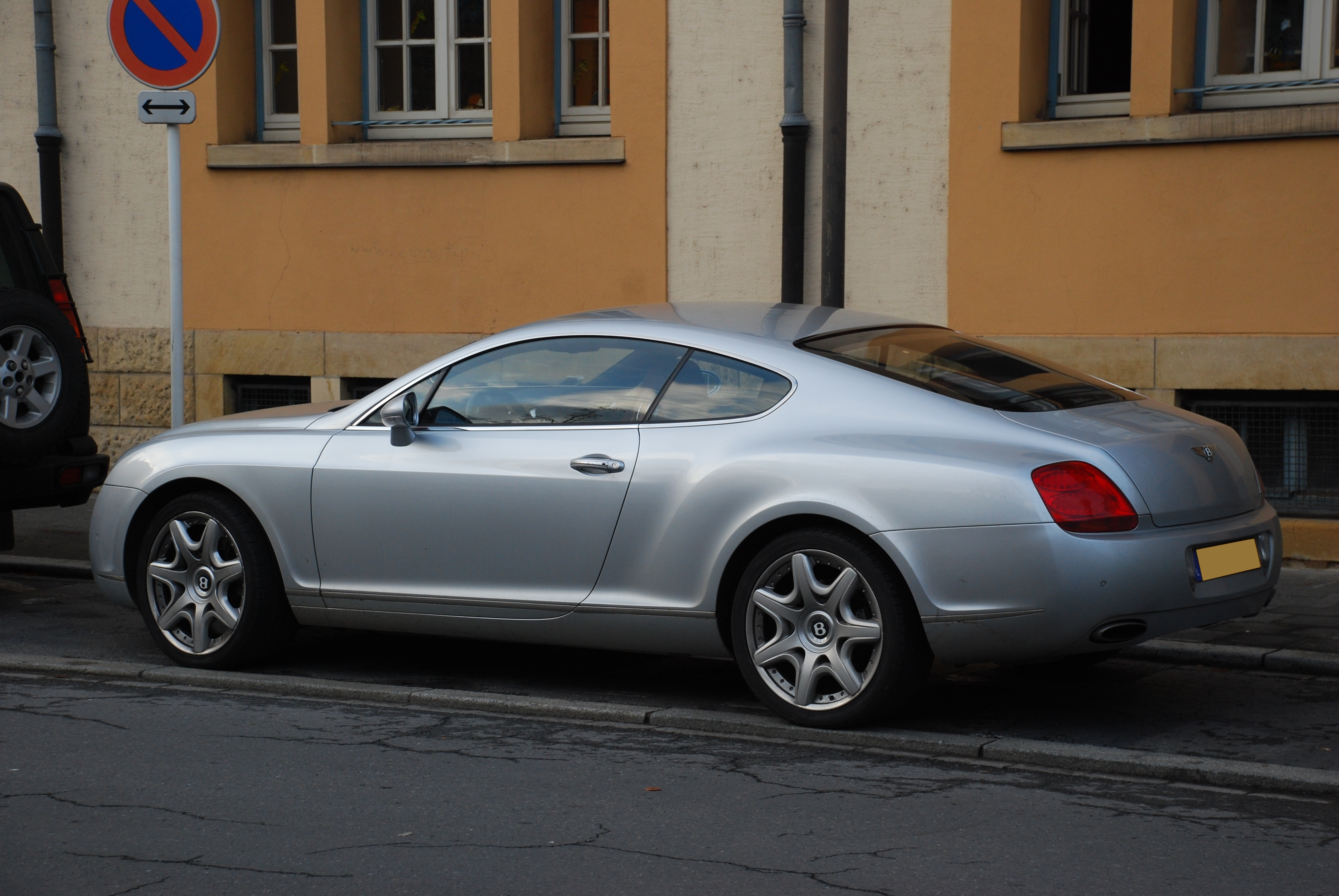
Heckansicht
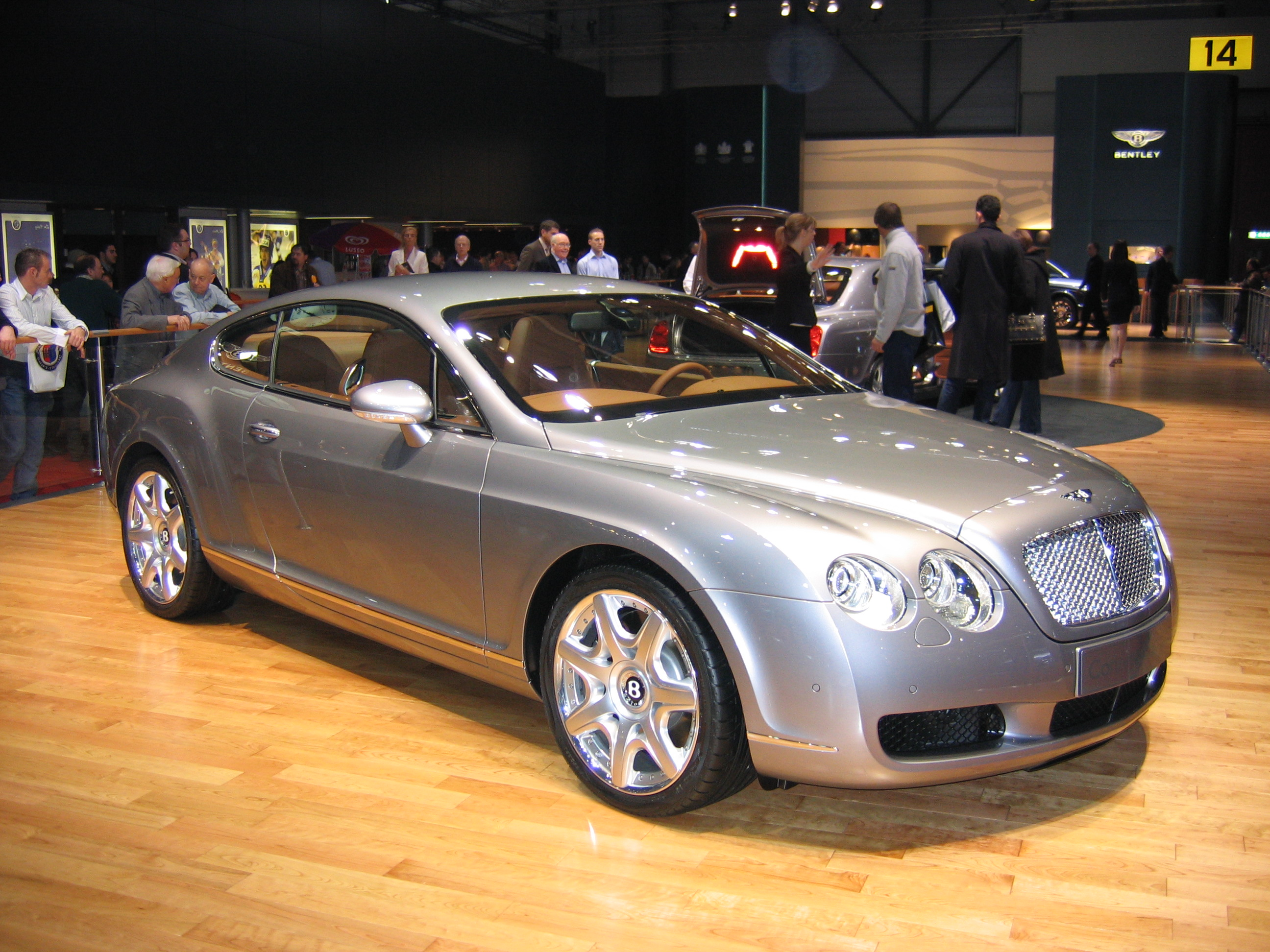
Genfer Autosalon
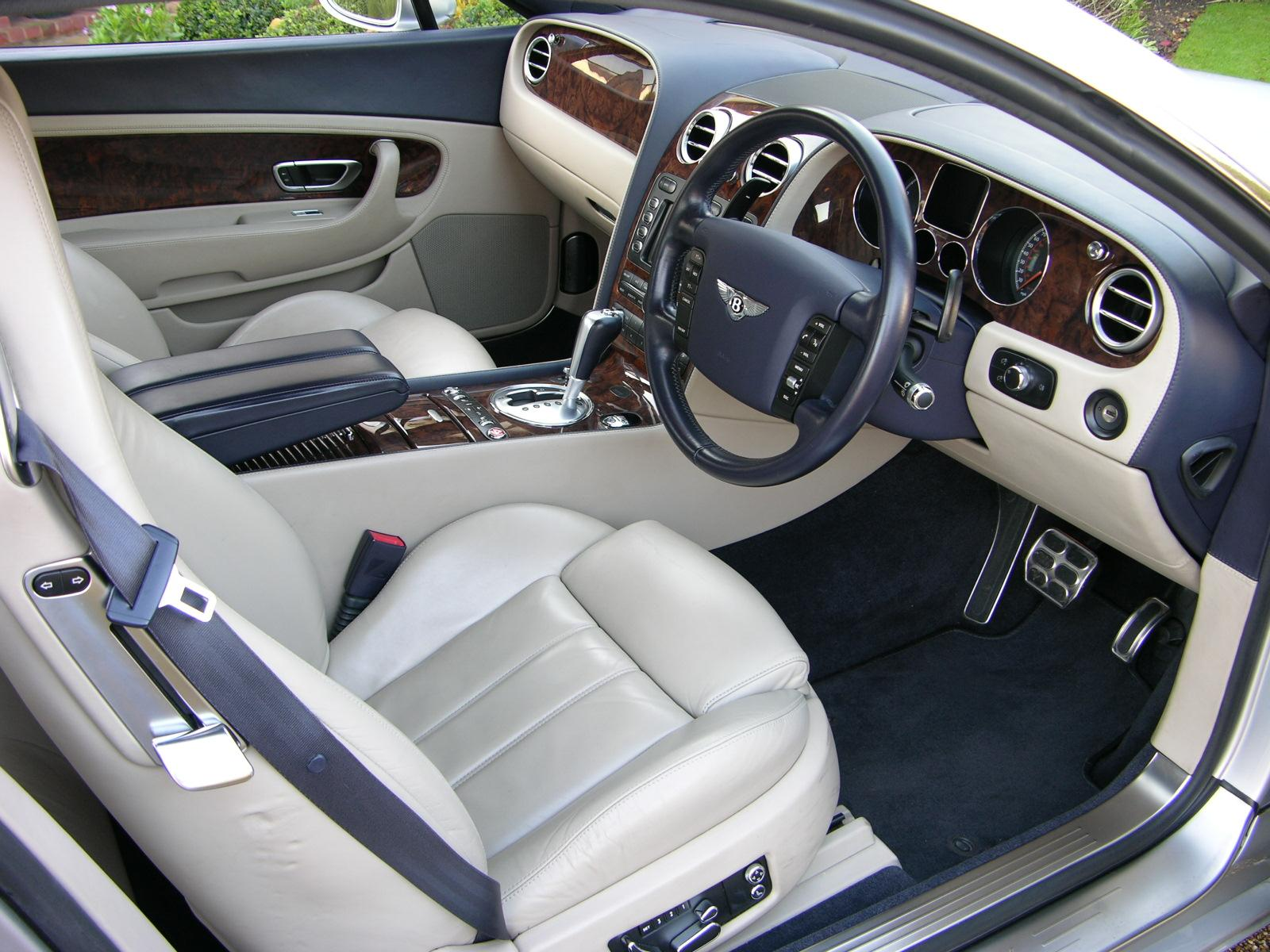
Interieur (2003–2007)
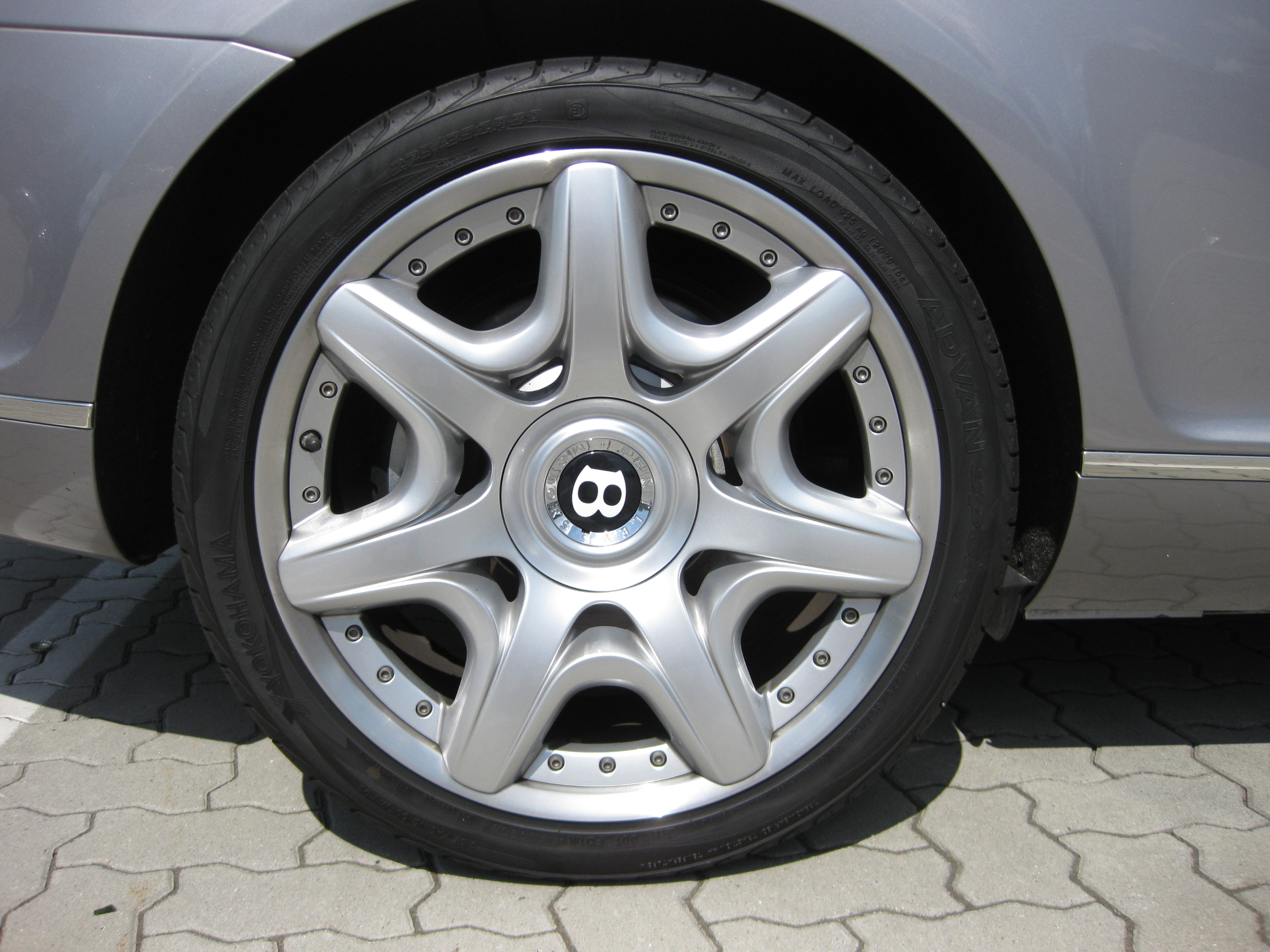
7-Speichen-Rad mit Bentley B

### Continental GTSpeed
Im Jahre 2007 wurde die Coupé-Baureihe um die leistungsgesteigerte Variante Continental GT Speed erweitert. Der Namenszusatz Speed ist angelehnt an die legendären Speed-Modelle der Gründerjahre. Neben der Leistungssteigerung verfügt der Speed über ein leicht geändertes Fahrwerk, andere Räder sowie ein 3-Speichen-Sportlenkrad.
Im Rahmen der Einführung des GT Speed bekam die Baureihe ein dezentes Facelift (modifizierte Frontansicht). Die Motoren aller Continental-Modelle wurden effizienter ausgelegt; der Durchschnittsverbrauch bei unveränderter Leistung sank um einen halben Liter/100 Kilometer.

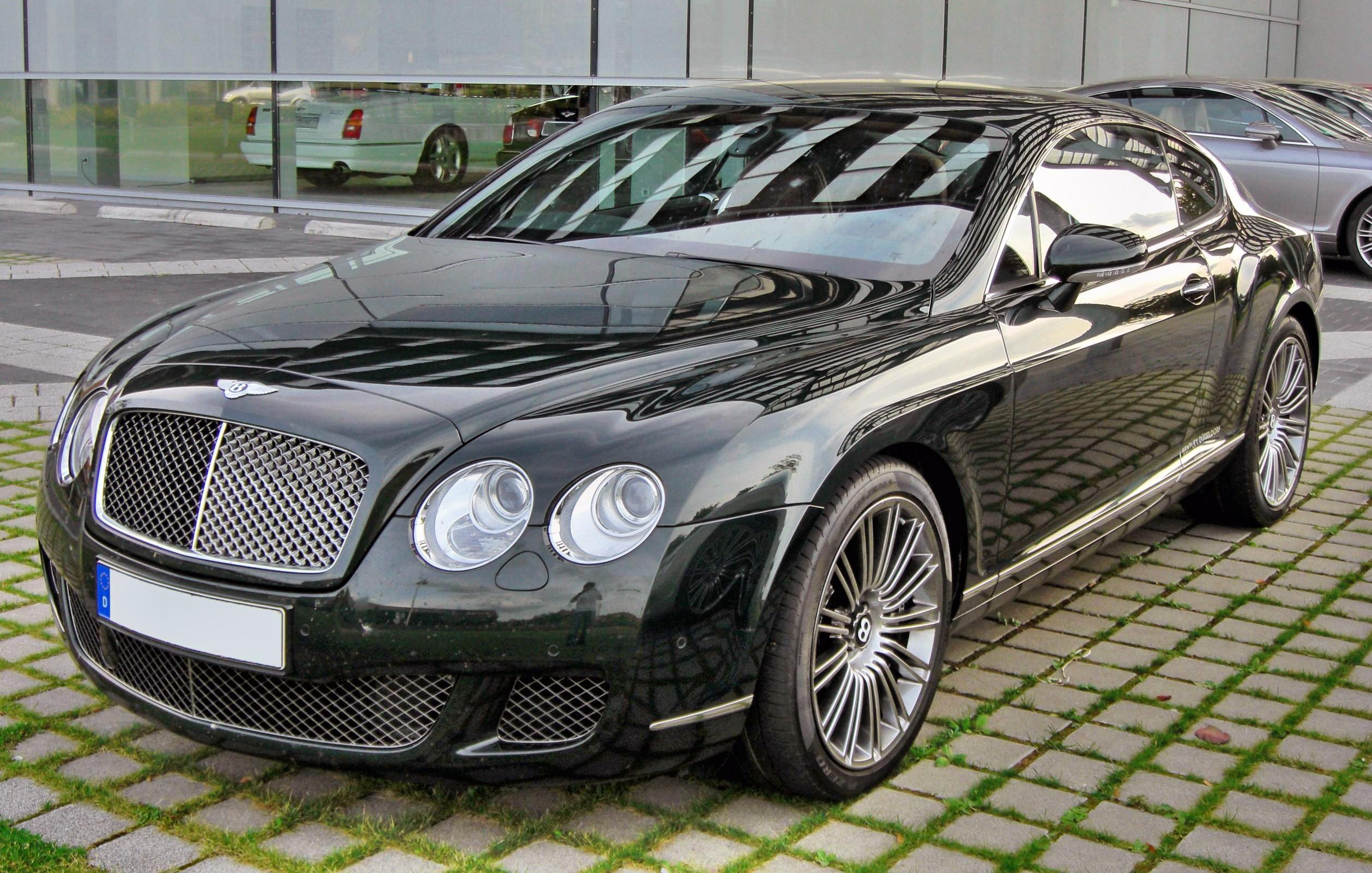
Bentley Continental GT Speed (2007–2011)
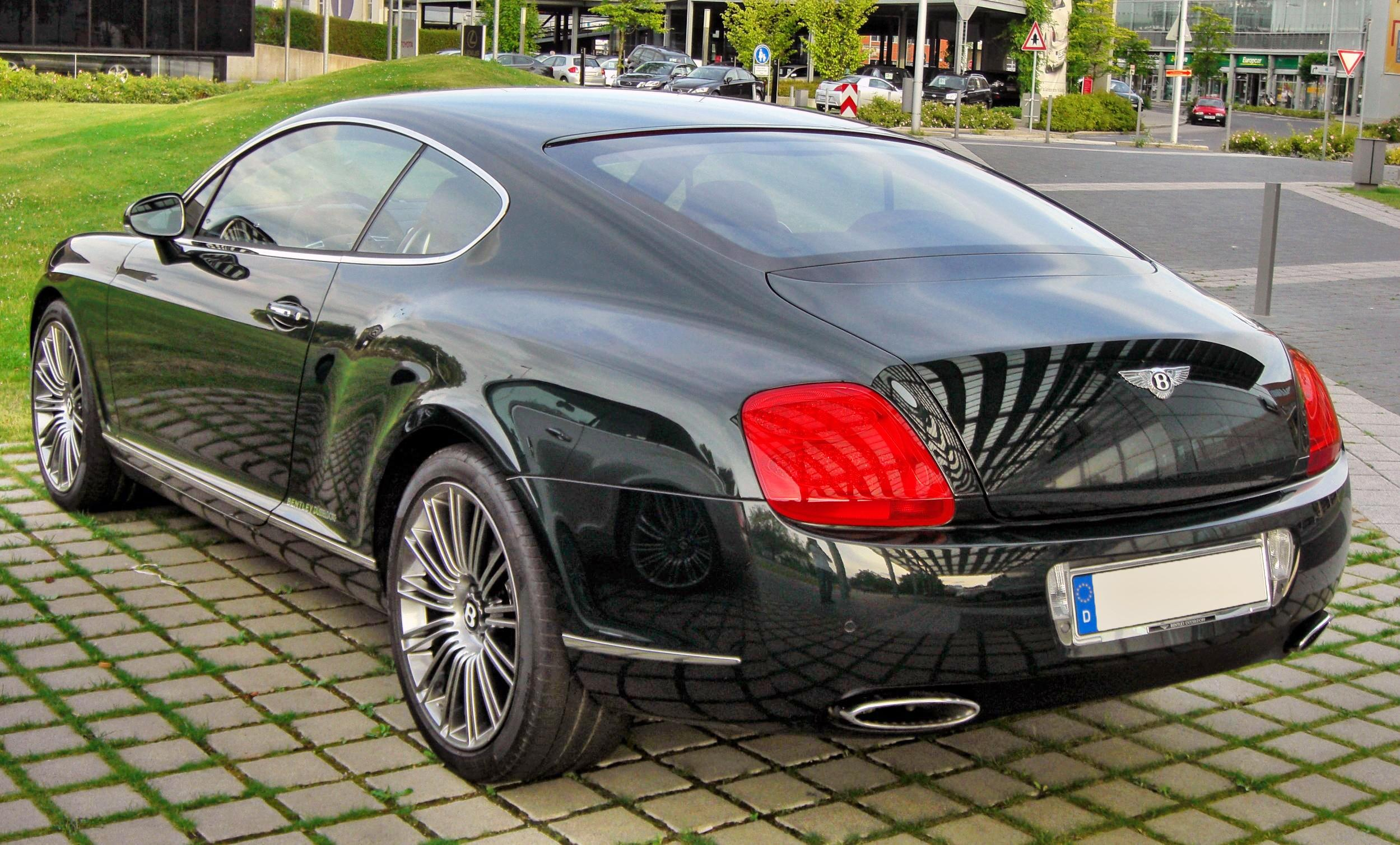
Heckansicht
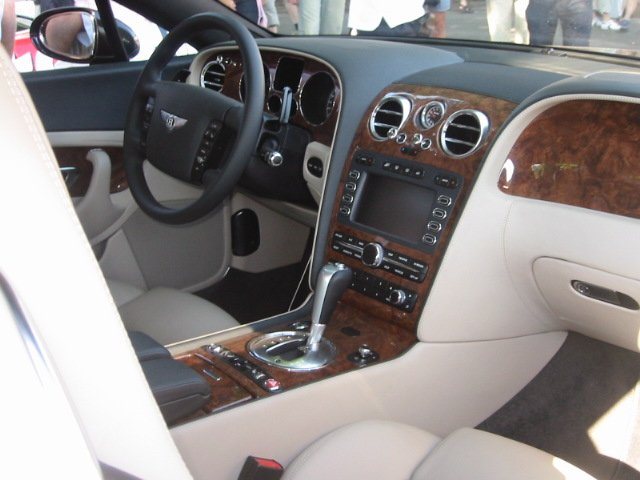
Interieur (2007–2010)

### Continental Supersports
Im Frühjahr 2009 wurde auf dem Genfer Auto-Salon eine weitere Variante des GT als Studie vorgestellt. Die Vorstellung des Serienmodells erfolgte im Sommer 2009. Der Bentley Continental Supersports hat 463 kW (630 PS, 14 kW mehr als die Speed-Variante) sowie ein Drehmoment von 800 Nm (GT Speed: 750 Nm). Des Weiteren wurden die vorderen Lufteinlässe vergrößert und das Heck modifiziert. Außerdem wurde das Leergewicht des Supersport im Vergleich zur Basisversion um 120 Kilogramm gesenkt. So wurde unter anderem auf die Rückbank verzichtet und CFK-Sportsitze mit mehr Seitenhalt verbaut. Er ist das schnellste straßenzugelassene Modell von Bentley. Laut Werksangabe beschleunigt er in 3,9 Sekunden auf 100 km/h und erreicht seine Höchstgeschwindigkeit bei 329 km/h. Es wurden 1207 Coupés und 583 Cabriolets produziert.

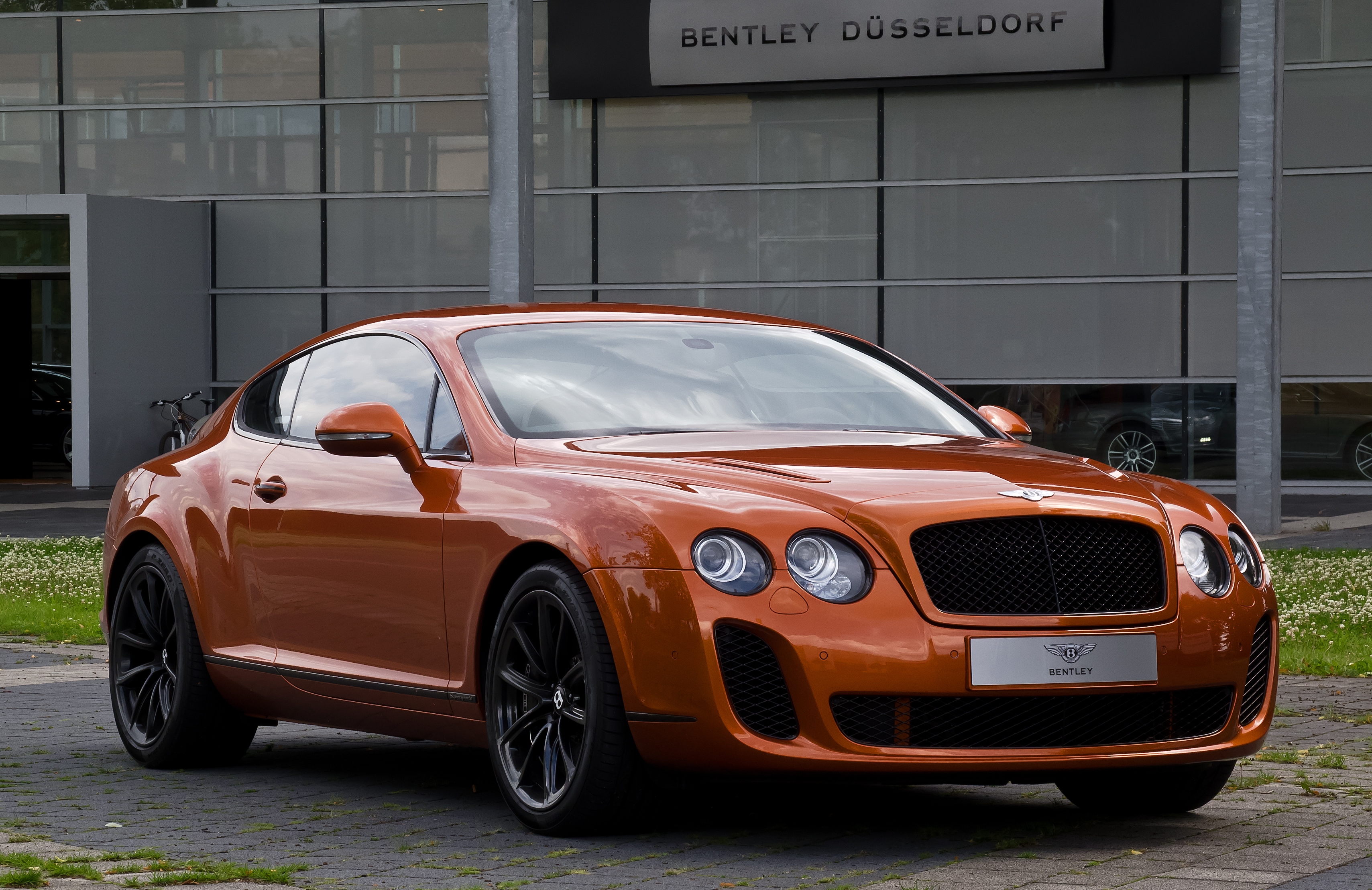
Bentley Continental Supersports (2009–2011)
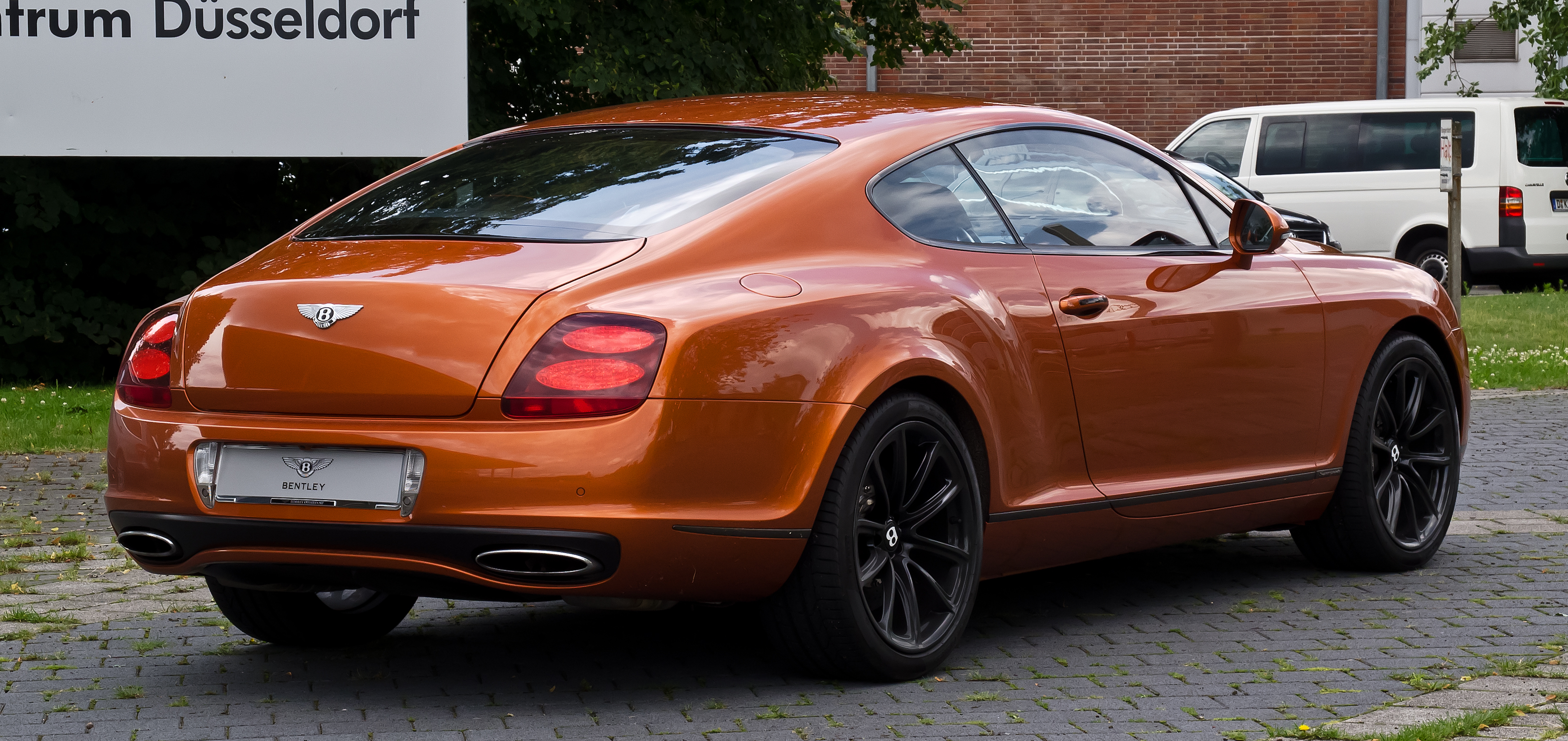
Heckansicht
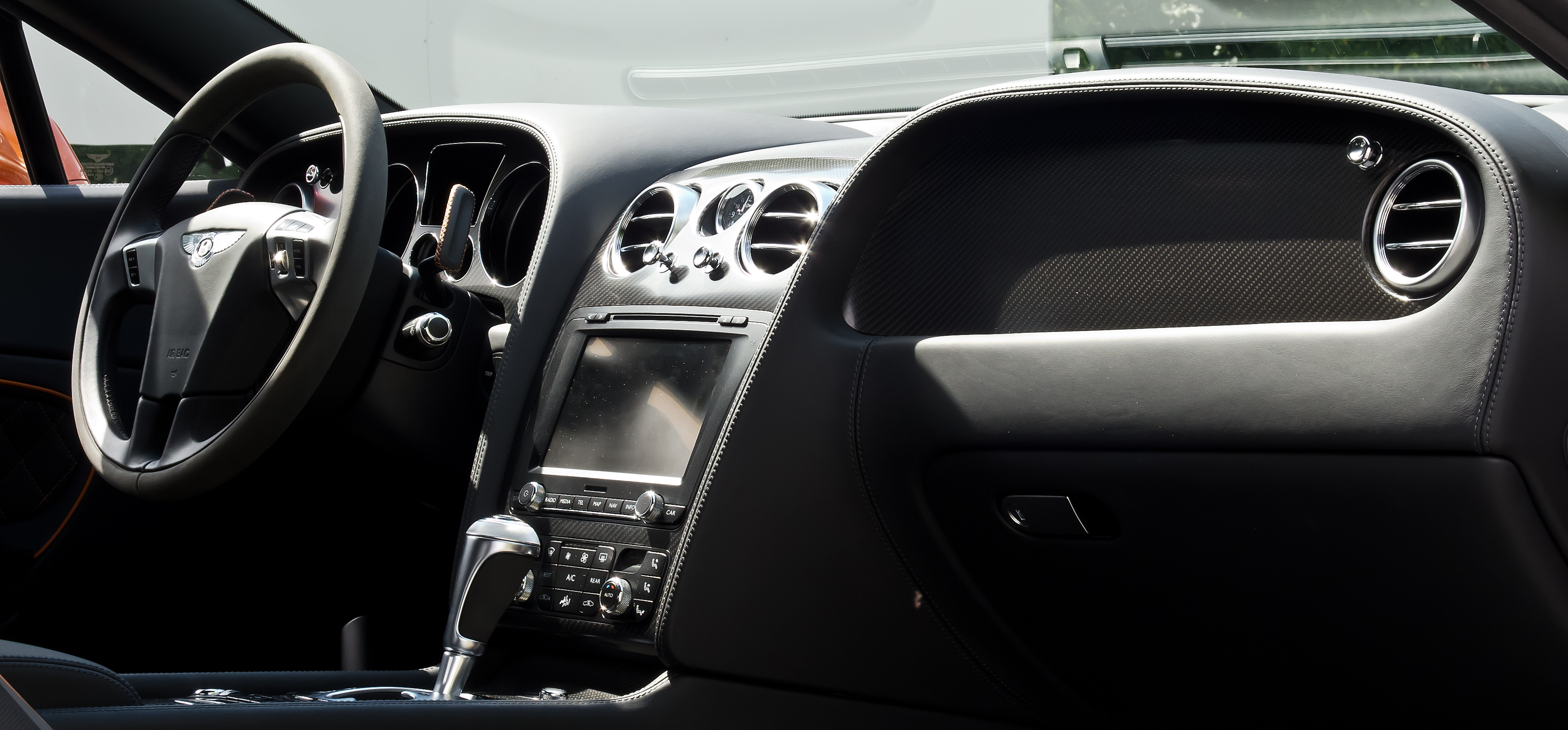
Innenraum

## Produktionszahlen Bentley Continental GT
Gesamtproduktion Fahrzeuge von 2003 bis 2011
| Jahr           | 2003 | 2004  | 2005  | 2006  | 2007  | 2008  | 2009  | 2010  | 2011    | Summe                    |
| -------------- | ---- | ----- | ----- | ----- | ----- | ----- | ----- | ----- | ------- | ------------------------ |
| Continental GT | 107  | 6.896 | 4.733 | 3.611 | 1.547 | 2.699 | 1.211 | 1.735 | 3.416   | ca.23.400 incl. GT Speed |
| GT Speed       |      |       |       |       | 593   |       |       |       | ca. 300 |                          |

## Zweite Generation (2011–2018)
Die zweite Generation, deren Präsentation auf der Mondial de l’Automobile 2010 in Paris stattfand, erschien Anfang 2011 und wurde optisch im Vergleich zur ersten Generation nur dezent verändert. An der Front wurden die Scheinwerfer neu entworfen sowie die Gestaltung des Stoßfängers überarbeitet. Am Heck unterscheidet sich dieses Modell durch die flacher gestalteten Rückleuchten und durch eine geänderte Heckklappe. An den Abmessungen hat sich nur wenig getan, die Breite erhöhte sich um 2 cm auf nunmehr 1,94 m.
Der bisherige Zwölfzylinder wurde überarbeitet, wodurch dessen Leistung um 12 kW auf 423 kW (575 PS) ansteigt. Ferner erfüllt er die ab 2011 geltende Euro-5-Abgasnorm.
Im April 2012 kam ein kleinerer V8-Ottomotor mit Doppelturboaufladung und einer Leistung von 373 kW (507 PS) hinzu, der erstmals auf der NAIAS 2012 in Detroit vorgestellt wurde. Ab 2014 wurde das Achtzylindermodell in einer zweiten Leistungsstufe angeboten, als V8 S mit 388 kW (528 PS).

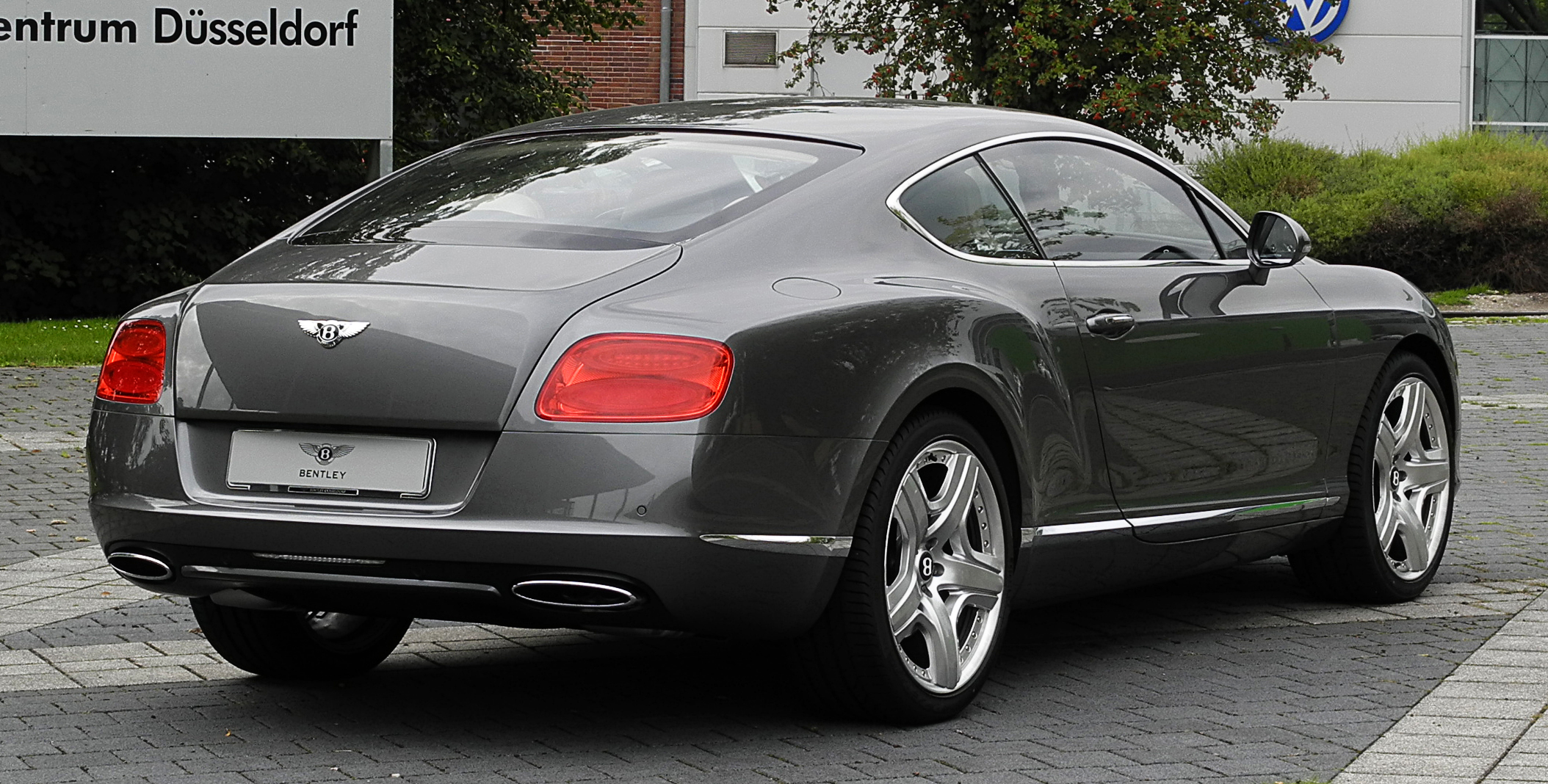
Heckansicht
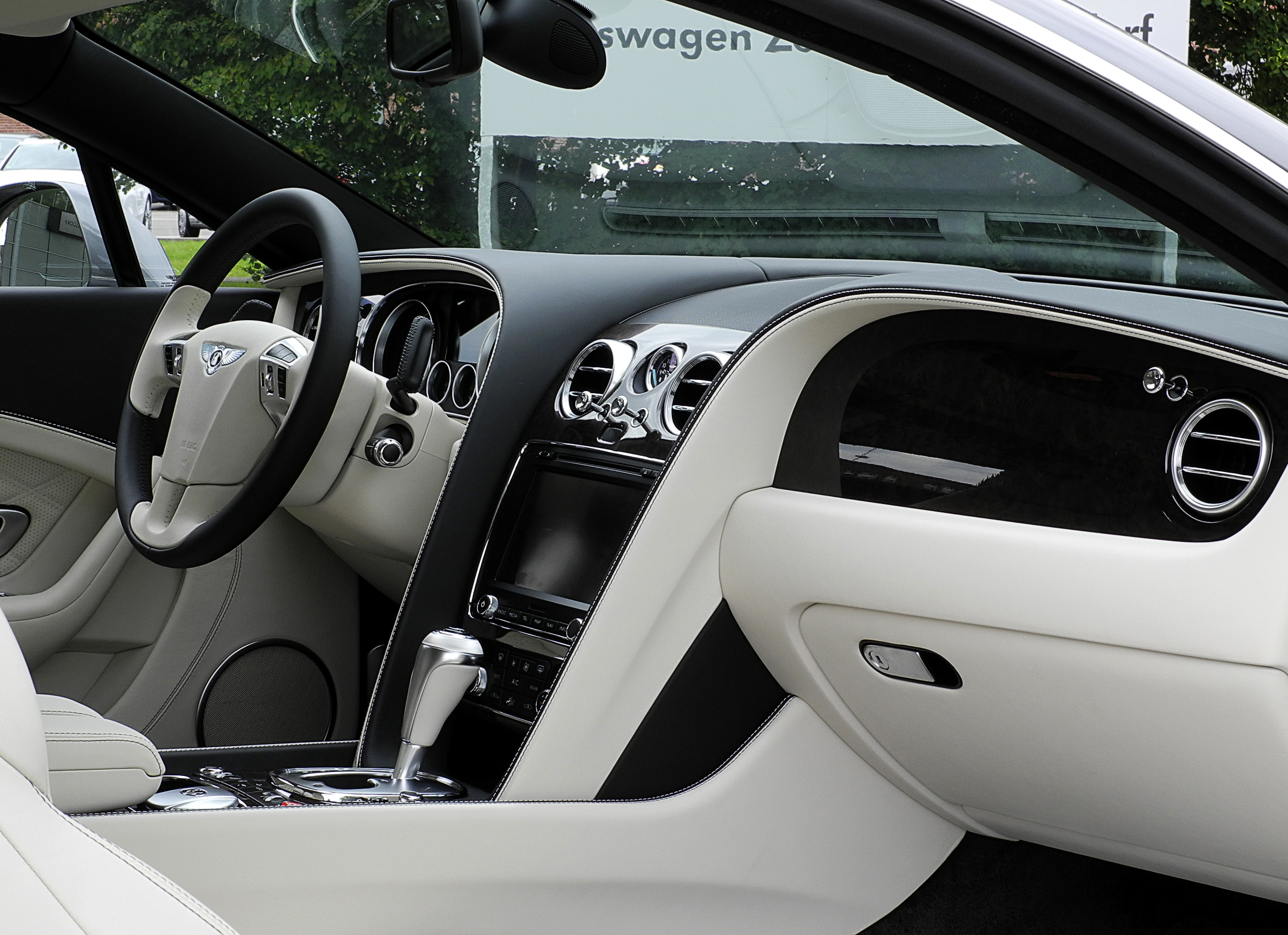
Innenraum
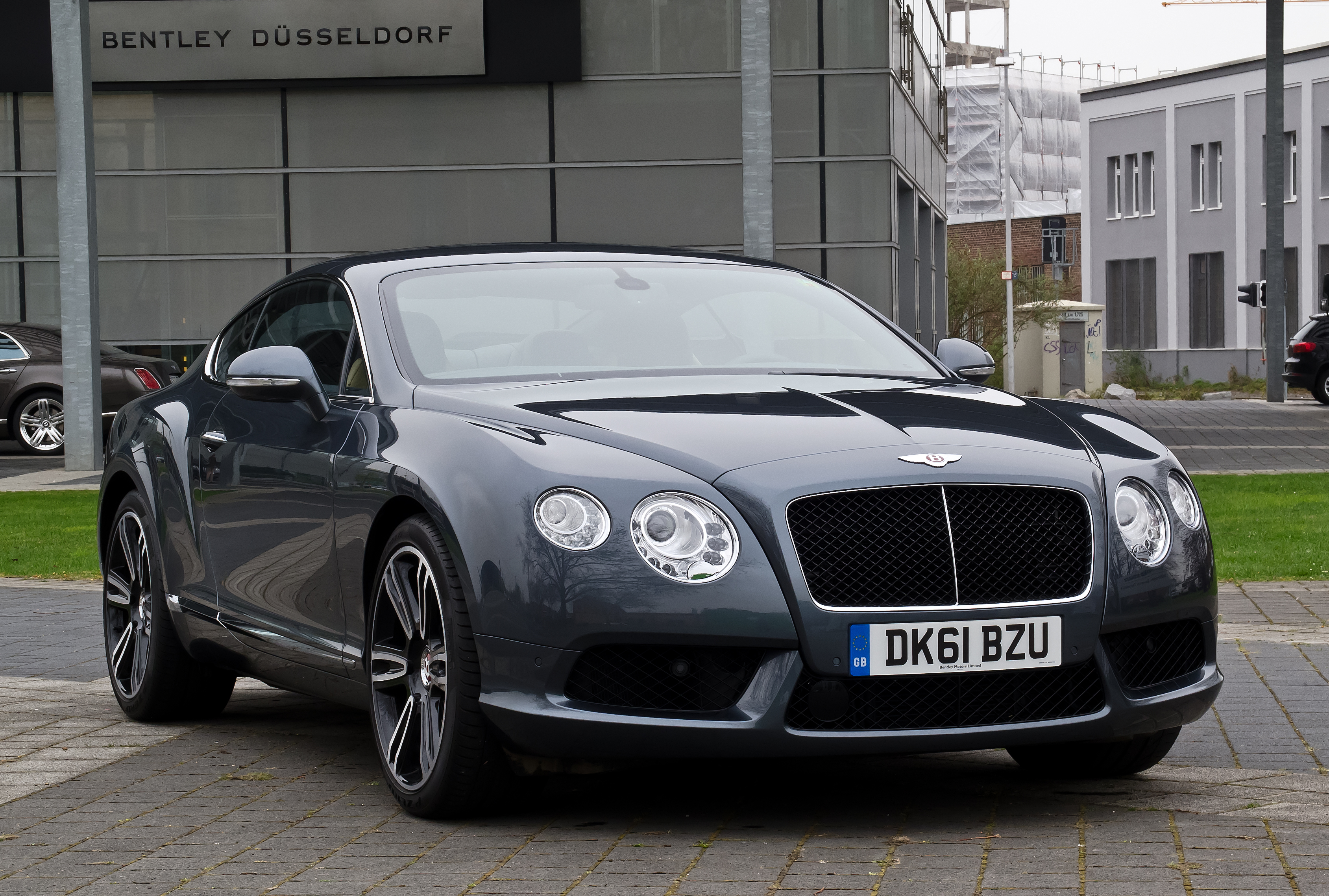
Bentley Continental GT V8 (2012–2015)
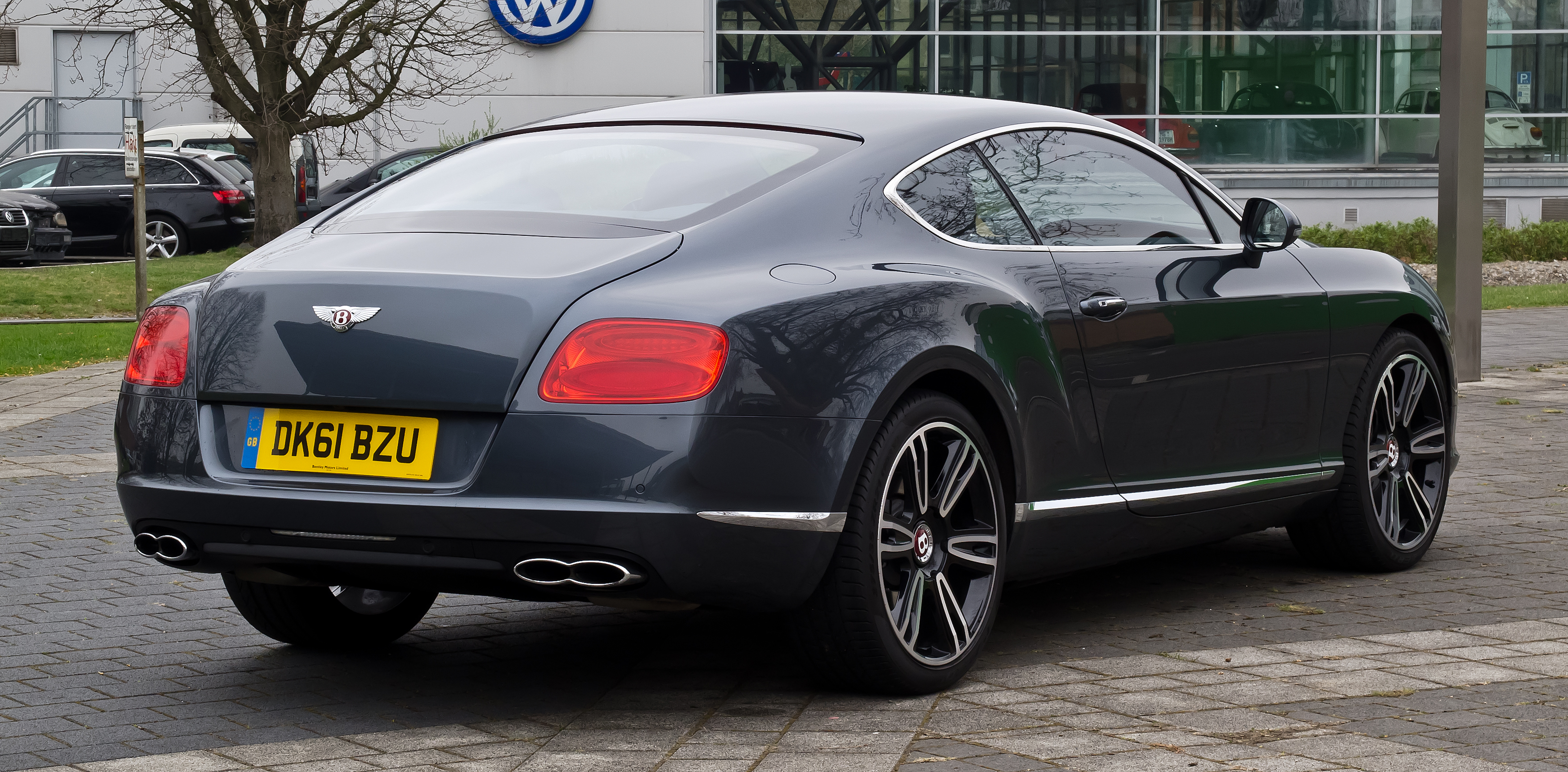
Heckansicht V8
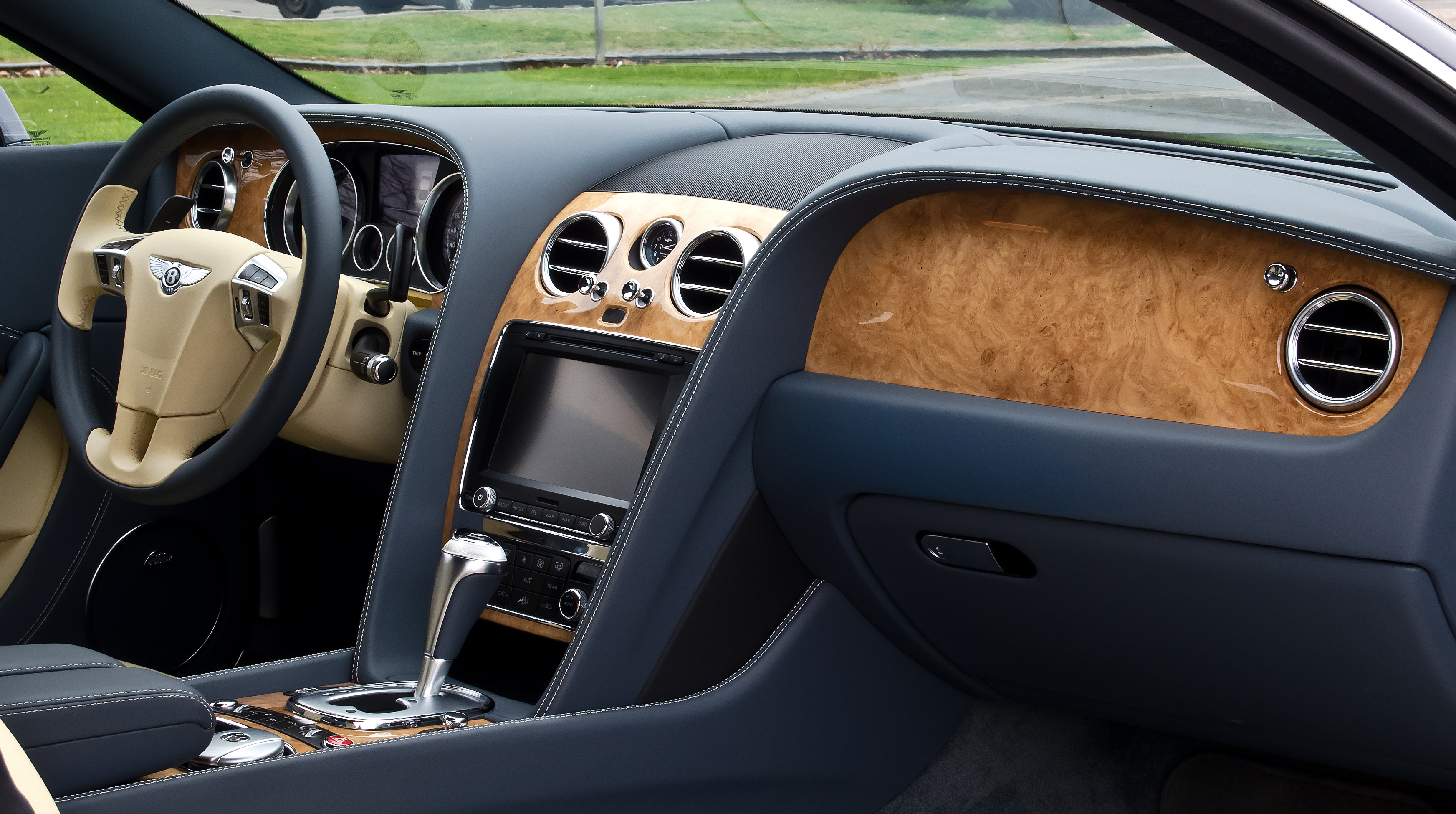
Innenraum V8
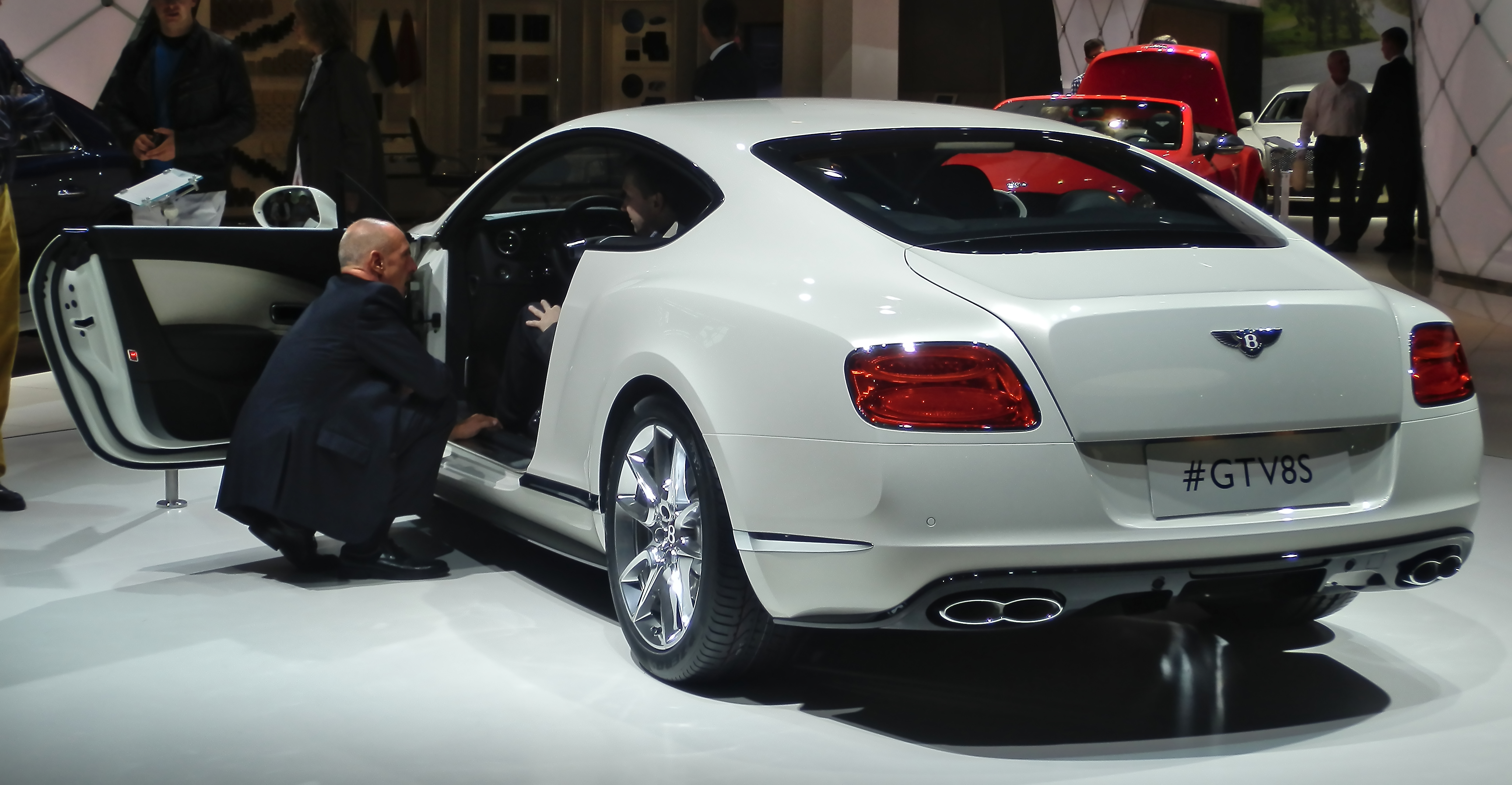
Bentley Continental GT V8 S (2014–2015)

### Continental GTSpeed

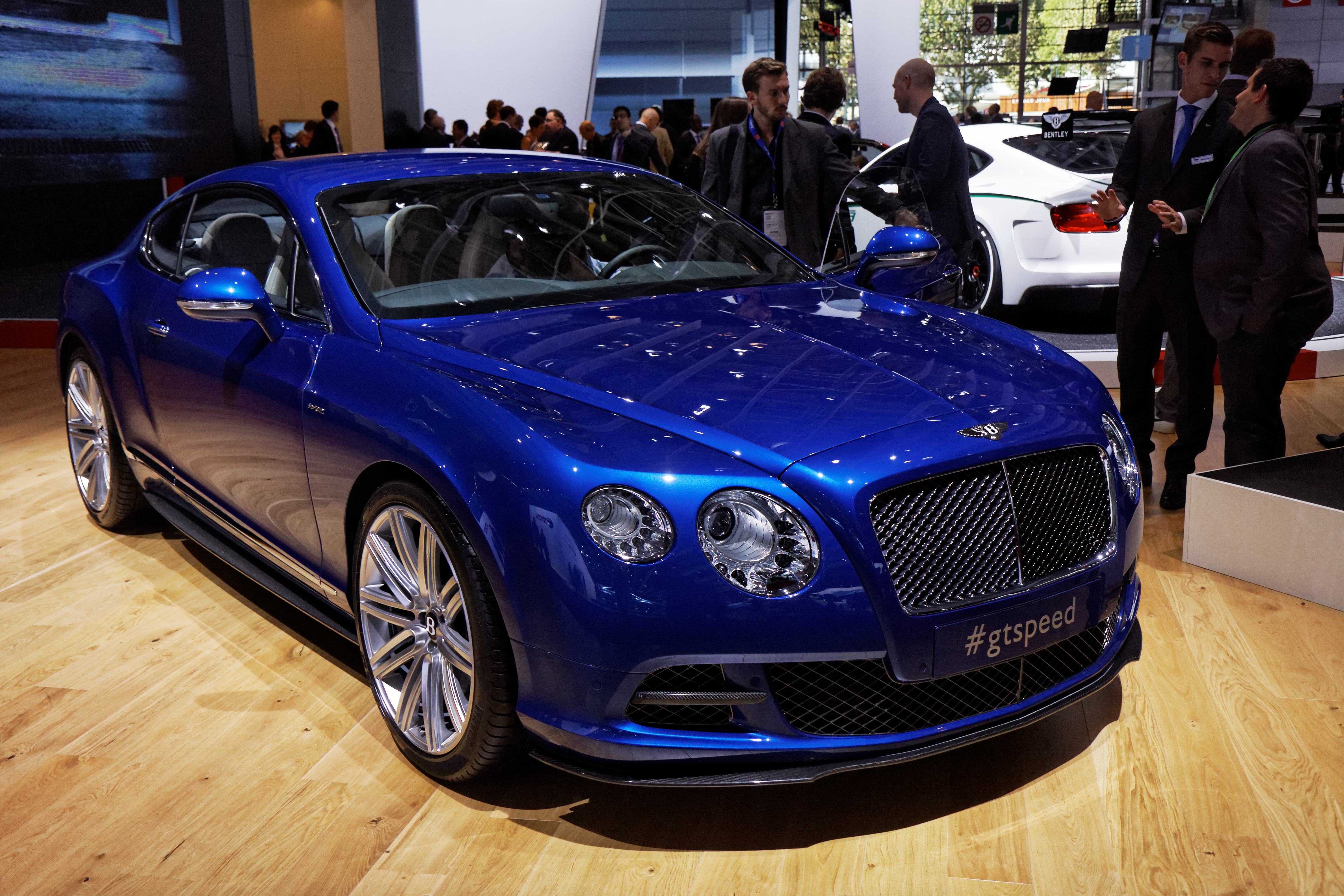
Continental GT Speed (2012–2014)

Auch der GT Speed wurde neu aufgelegt und am letzten Juniwochenende 2012 in Goodwood vorgestellt. Die Markteinführung erfolgte im Oktober. Die Leistung wurde gegenüber dem Vorgänger von 449 kW auf 460 kW (625 PS) erhöht. Der CO2-Ausstoß wurde so gesenkt, dass nun auch der GT Speed die Euro 5-Norm erfüllt. Statt des 6-Gang-Automatikgetriebes sorgt nun eine 8-Stufen-Automatik für die Kraftübertragung, welche nach wie vor an alle vier Räder erfolgt, wobei jedoch das Verhältnis zu Gunsten der Hinterräder auf 40 : 60 geändert wurde.
Zum Modelljahr 2015 wurde der Speed leicht überarbeitet. Der Wagen hat nunmehr serienmäßig in Wagenfarbe lackierte Karosserieanbauteile, welche bis dahin Sonderausstattung waren. Zudem sind die Heckleuchten nun, wie auch beim GT V8 S, dunkel getönt und auch die Frontscheinwerfer sind abgedunkelt. Außerdem verwendet Bentley bei diesem Modell an den Kotflügeln sowie im Interieur Speed-Schriftzüge (Kotflügel, Armaturenbrett, Kopfstützen). Es gibt neue Außen- sowie Innenfarben und eine neue Farbaufteilung im Interieur. Die Leistung des W12-Aggregats wurde auf 467 kW (635 PS) erhöht.

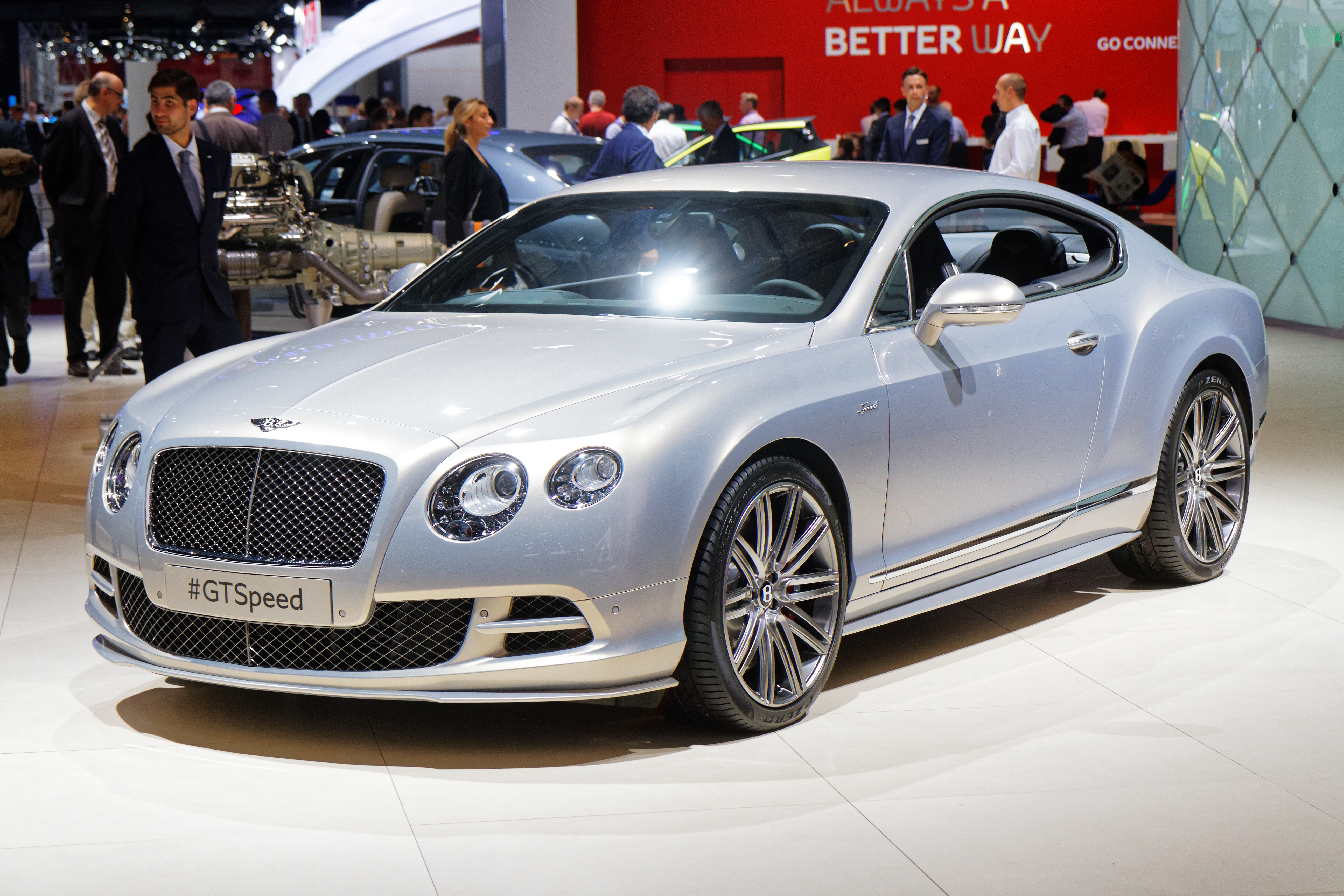
Bentley Continental GT Speed (2014–2015)
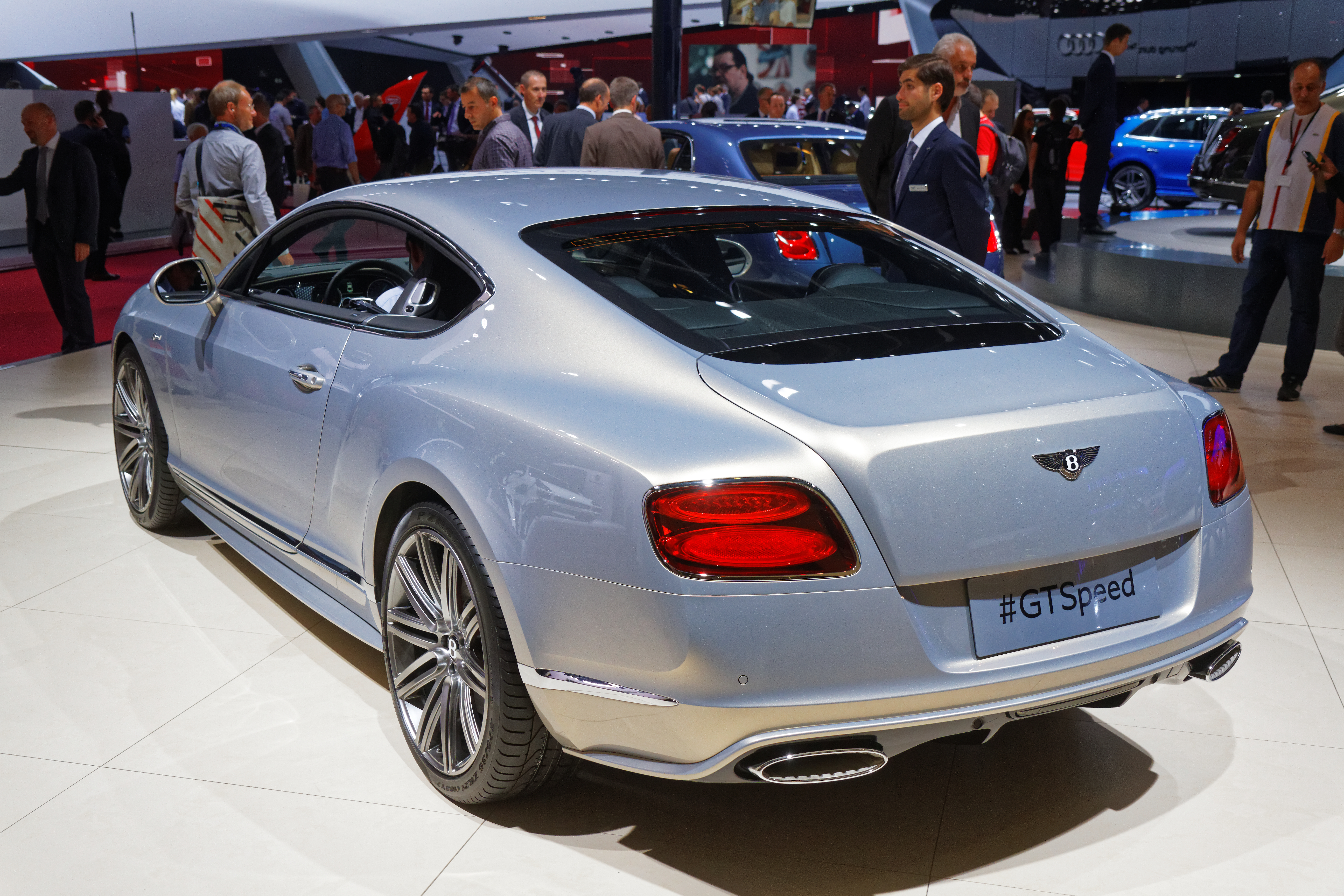
Heckansicht
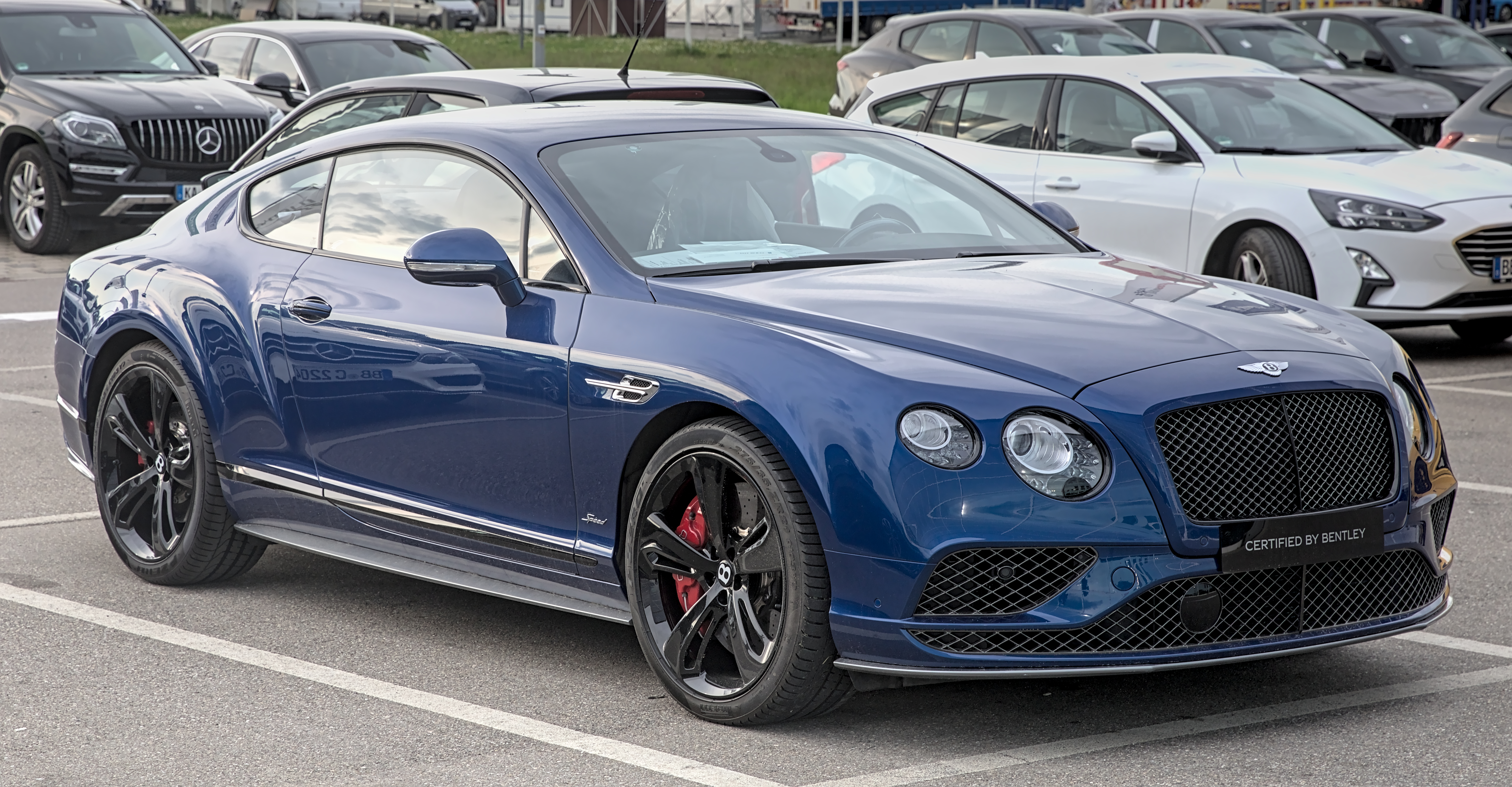
Bentley Continental GT Speed (2016–2018)

### Modellpflege 2015
Auf dem Genfer Autosalon 2015 präsentierte Bentley eine leicht überarbeitete Continental-Baureihe. Neu gestaltet ist die Frontpartie, welche eine neue Stoßstange mit geändertem Design sowie einen leicht veränderten Kühlergrill aufweist. Das Heck ist ebenfalls neu gestaltet, so findet man hier eine neue Heckstoßstange und einen neuen Kofferraumdeckel. Die Chromzierleiste umfasst nun das komplette Heck, ähnlich wie beim Bentley Mulsanne (2009). Ebenfalls neu sind die seitlichen Luftauslässe in Form des „Flying B“. Es sind neue Farben sowie neue Felgendesigns erhältlich. Im Interieur wurden das Lenkrad sowie die Schaltwippen dezent verändert, ebenso die Sitzdesigns. Leichte Überarbeitung erhielt auch die Schaltkulisse sowie die darumliegenden Schalter. Als neue Option bietet Bentley seinen Kunden künftig auch einen WiFi-Hotspot im Continental. Das V8-Modell bietet zudem ein neues Ablagefach im Fond, welches speziell für iPads gedacht ist und wo auch die entsprechenden Anschlüsse untergebracht sind. Die Leistung des W12 wurde auf 434 kW (590 PS) erhöht, gleichzeitig erhielt er eine Zylinderabschaltung.

### Continental GTSupersports
Im Januar 2017 präsentierte Bentley auf der North American International Auto Show in Detroit den 522 kW (710 PS) starken GT Supersports. Mit einer Höchstgeschwindigkeit von 336 km/h ist das Coupé aktuell das schnellste Bentley-Fahrzeug und das schnellste viersitzige Serienfahrzeug der Welt. Anlässlich des 24-Stunden-Rennens auf dem Nürburgring präsentierte Bentley im Jahr 2017 zudem das auf dem Supersports basierende Sondermodell Continental 24. Es ist auf 24 Exemplare limitiert. Die Lackierung ist von der Rennbemalung der von Bentley beim Rennen eingesetzten Fahrzeuge inspiriert.

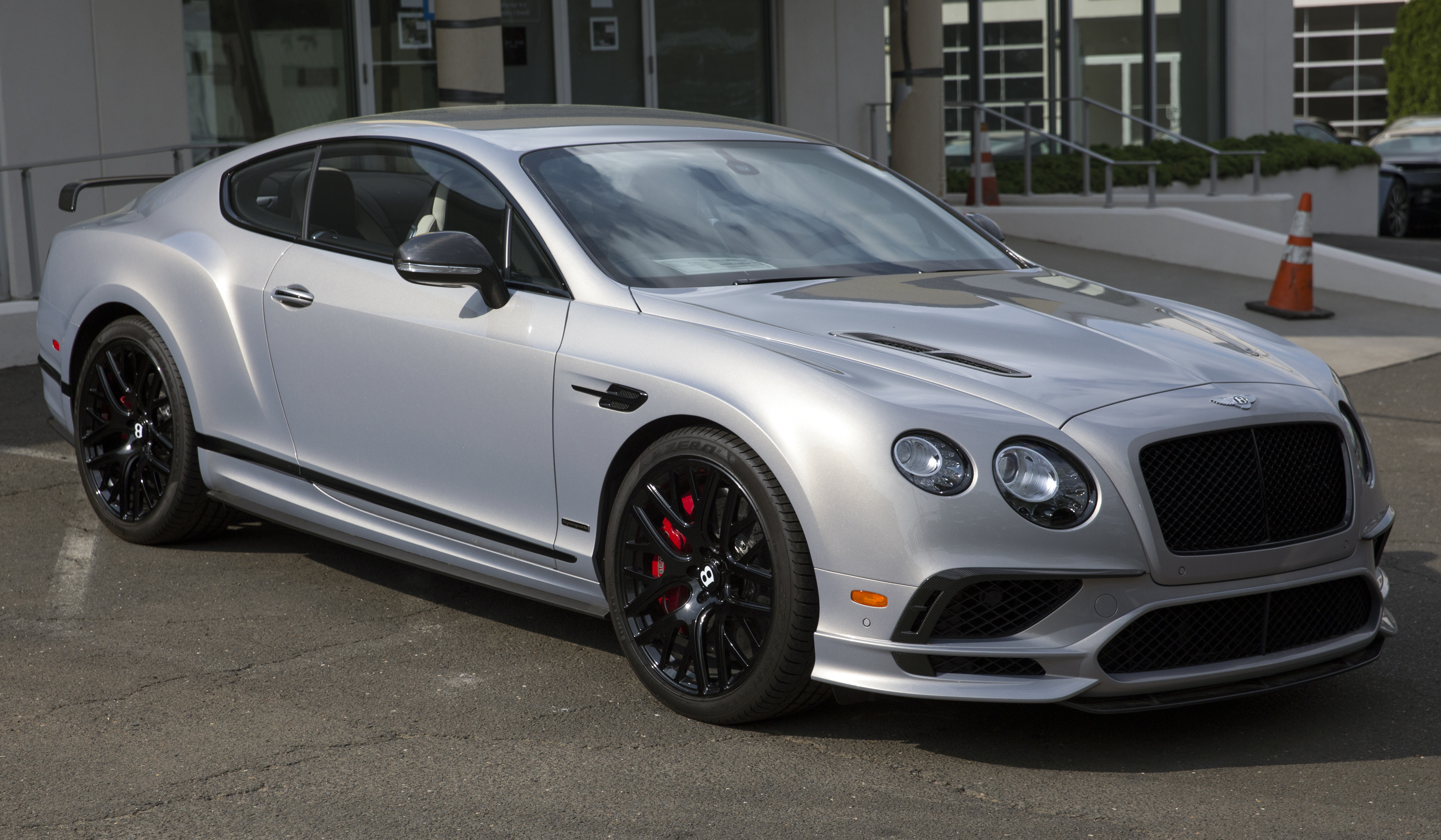
Bentley Continental GT Supersports (2017–2018)
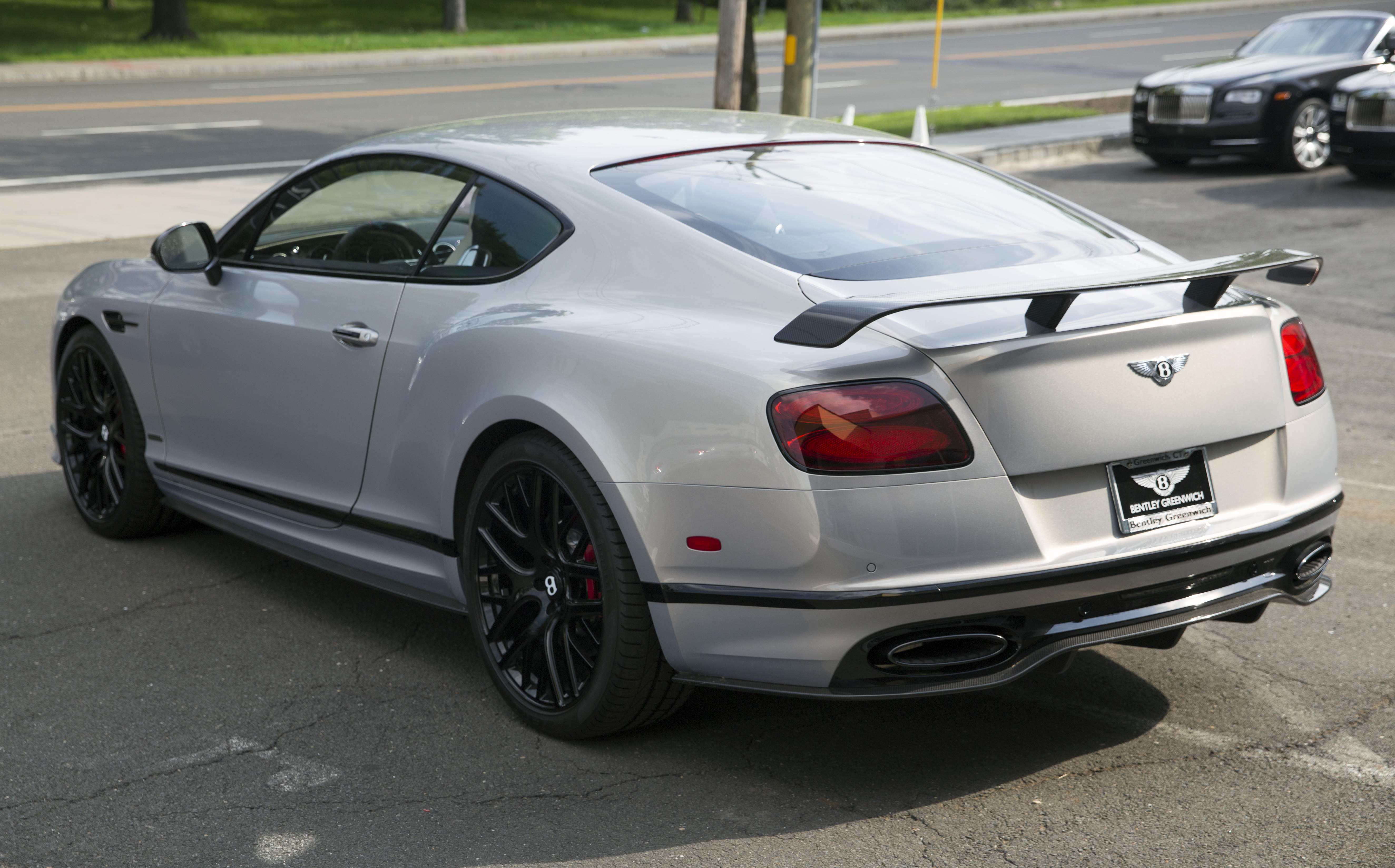
Heckansicht
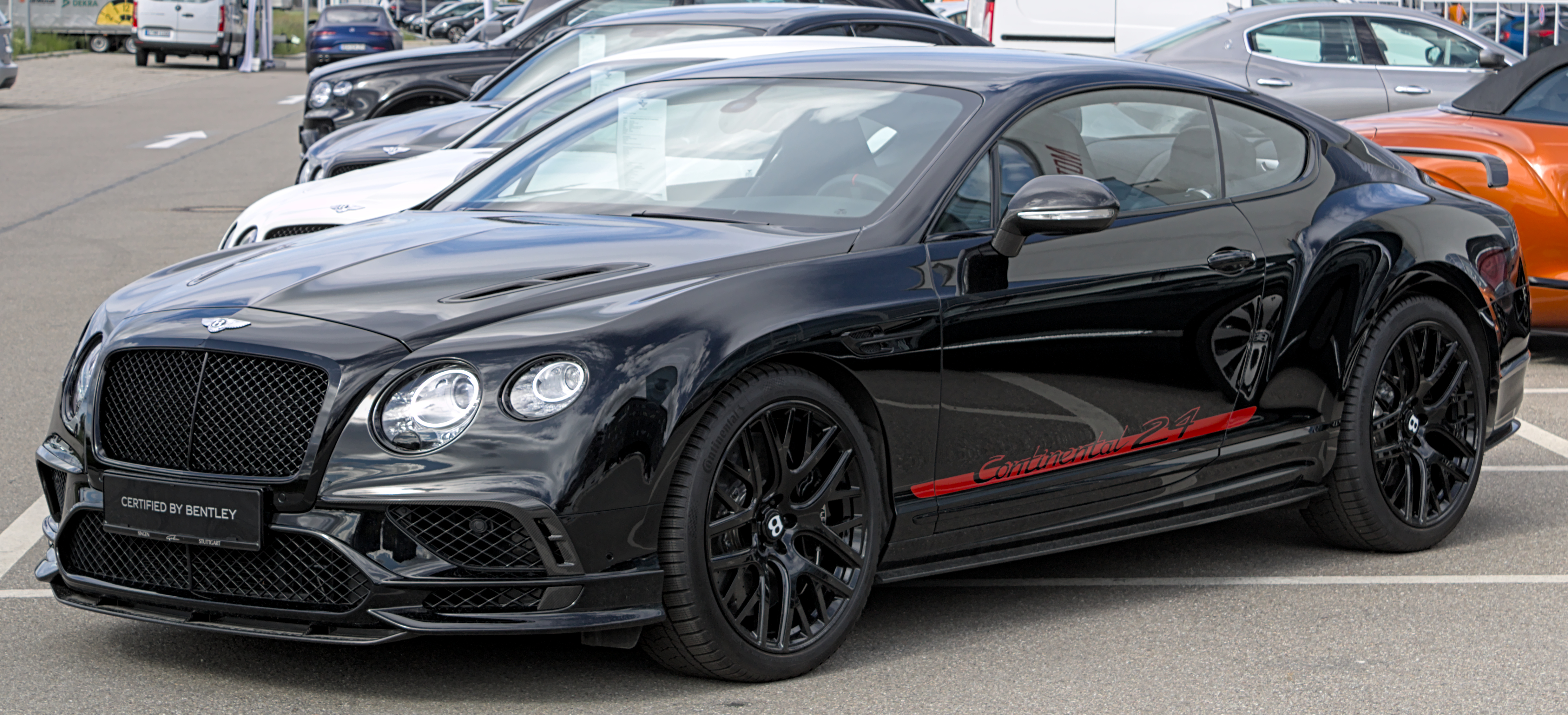
Bentley Continental GT Supersports 24

### Technische Daten
|                                             | GT V8                        | GT V8 S                      | GT3 R                        | Continental GT               | Continental GT               | Continental GT               | Continental GT Speed         | Continental GT Speed         | Continental GT Speed         | Continental Supersports      |
| ------------------------------------------- | ---------------------------- | ---------------------------- | ---------------------------- | ---------------------------- | ---------------------------- | ---------------------------- | ---------------------------- | ---------------------------- | ---------------------------- | ---------------------------- |
| Bauzeitraum                                 | 01/2012–03/2018              | 03/2014–03/2018              | 2014–2015                    | 2003–2007                    | 2007–2011                    | 2011–03/2018                 | 2007–2011                    | 10/2012–05/2014              | 06/2014–03/2018              | 2017–03/2018                 |
| Motorart                                    | Ottomotor                    | Ottomotor                    | Ottomotor                    | Ottomotor                    | Ottomotor                    | Ottomotor                    | Ottomotor                    | Ottomotor                    | Ottomotor                    | Ottomotor                    |
| Arbeitsverfahren                            | Viertakt                     | Viertakt                     | Viertakt                     | Viertakt                     | Viertakt                     | Viertakt                     | Viertakt                     | Viertakt                     | Viertakt                     | Viertakt                     |
| Motorbauart und Zylinderanzahl              | V8                           | V8                           | V8                           | W12                          | W12                          | W12                          | W12                          | W12                          | W12                          | W12                          |
| Motoraufladung                              | Biturbo                      | Biturbo                      | Biturbo                      | Biturbo                      | Biturbo                      | Biturbo                      | Biturbo                      | Biturbo                      | Biturbo                      | Biturbo                      |
| Einbaulage                                  | Vorn längs                   | Vorn längs                   | Vorn längs                   | Vorn längs                   | Vorn längs                   | Vorn längs                   | Vorn längs                   | Vorn längs                   | Vorn längs                   | Vorn längs                   |
| Ventile                                     | 4 pro Zylinder               | 4 pro Zylinder               | 4 pro Zylinder               | 4 pro Zylinder               | 4 pro Zylinder               | 4 pro Zylinder               | 4 pro Zylinder               | 4 pro Zylinder               | 4 pro Zylinder               | 4 pro Zylinder               |
| Nockenwellen                                | 4                            | 4                            | 4                            | 4                            | 4                            | 4                            | 4                            | 4                            | 4                            | 4                            |
| Hubraum                                     | 3993 cm³                     | 3993 cm³                     | 3993 cm³                     | 5998 cm³                     | 5998 cm³                     | 5998 cm³                     | 5998 cm³                     | 5998 cm³                     | 5998 cm³                     | 5998 cm³                     |
| Bohrung × Hub                               | 84,5 mm × 89,0 mm            | 84,5 mm × 89,0 mm            | 84,5 mm × 89,0 mm            | 84,0 mm × 90,2 mm            | 84,0 mm × 90,2 mm            | 84,0 mm × 90,2 mm            | 84,0 mm × 90,2 mm            | 84,0 mm × 90,2 mm            | 84,0 mm × 90,2 mm            | 84,0 mm × 90,2 mm            |
| max. Leistung                               | 373 kW (507 PS) bei 6000/min | 389 kW (528 PS) bei 6000/min | 426 kW (580 PS) bei 6000/min | 412 kW (560 PS) bei 6100/min | 412 kW (560 PS) bei 6100/min | 423 kW (575 PS) bei 6000/min | 449 kW (610 PS) bei 6000/min | 460 kW (625 PS) bei 6000/min | 467 kW (635 PS) bei 6000/min | 522 kW (710 PS) bei 6000/min |
| max. Drehmoment                             | 660 Nm bei 1700/min          | 680 Nm bei 1700/min          | 700 Nm bei 1700/min          | 650 Nm bei 1600/min          | 650 Nm bei 1600/min          | 700 Nm bei 1700/min          | 750 Nm bei 1750/min          | 800 Nm bei 1700/min          | 820 Nm bei 1700/min          | 1017 Nm bei 2050–4500/min    |
| Getriebe                                    | 8-Gang-Automatikgetriebe     | 8-Gang-Automatikgetriebe     | 8-Gang-Automatikgetriebe     | 6-Gang-Automatikgetriebe     | 6-Gang-Automatikgetriebe     | 6-Gang-Automatikgetriebe     | 8-Gang-Automatikgetriebe     | 8-Gang-Automatikgetriebe     | 8-Gang-Automatikgetriebe     | 8-Gang-Automatikgetriebe     |
| Antriebsart                                 | Allradantrieb                | Allradantrieb                | Allradantrieb                | Allradantrieb                | Allradantrieb                | Allradantrieb                | Allradantrieb                | Allradantrieb                | Allradantrieb                | Allradantrieb                |
| Drehmomentverteilung (vorne : hinten)       | 40 : 60                      | 40 : 60                      | 40 : 60                      | 50 : 50                      | 50 : 50                      | 40 : 60                      | 50 : 50                      | 40 : 60                      | 40 : 60                      | 40 : 60                      |
| Höchstgeschwindigkeit                       | 303 km/h                     | 309 km/h                     | 306 km/h                     | 318 km/h                     | 318 km/h                     | 318 km/h [314 km/h]          | 326 km/h                     | 329 km/h                     | 331 km/h                     | 336 km/h                     |
| Beschleunigung, 0–100 km/h                  | 4,8 s                        | 4,5 s                        | 3,8 s                        | 4,8 s                        | 4,8 s                        | 4,5 s [4,7 s]                | 4,5 s                        | 4,2 s                        | 4,2 s                        | 3,5 s                        |
| Kraftstoffverbrauch auf 100 km (kombiniert) | 10,6 l Super Plus            | 10,6 l Super Plus            | 12,7 l Super Plus            | 17,1 l Super Plus            | 16,6 l Super Plus            | 14,5 l [14,9 l] Super Plus   | 16,6 l Super Plus            | 14,5 l Super Plus            | 14,5 l Super Plus            | 15,7 l Super Plus            |
| CO2-Emission (kombiniert)                   | 246 g/km                     | 246 g/km                     | 295 g/km                     | 410 g/km                     | 396 g/km                     | 338 g/km [347 g/km]          | 396 g/km                     | 338 g/km                     | 338 g/km                     | 358 g/km                     |
| Abgasnorm nach EU-Klassifikation            | Euro 5                       | Euro 5                       |                              | Euro 4                       | Euro 4                       | Euro 5                       | Euro 4                       | Euro 5                       | Euro 5                       | Euro 6                       |

- Daten in [Klammern] stehen für das Cabrio.

## Produktionszahlen Bentley Continental GT
Gesamtproduktion Fahrzeuge von 2011 bis 2018
| Jahr           | 2011            | 2012  | 2013  | 2014  | 2015  | 2016  | 2017  | 2018          | Summe      |
| -------------- | --------------- | ----- | ----- | ----- | ----- | ----- | ----- | ------------- | ---------- |
| Continental GT | 3.416 ca. 3.100 | 3.536 | 3.602 | 3.442 | 3.997 | 2.272 | 1.345 | 2.841 ca. 300 | ca. 21.600 |

## Dritte Generation (2018–2024)
Erste Bilder der dritten Generation wurden am 29. August 2017 veröffentlicht. Der Öffentlichkeit vorgestellt wurde der neue Continental GT auf der Internationalen Automobil-Ausstellung im September 2017 in Frankfurt am Main, ausgeliefert wurden die ersten Fahrzeuge im März 2018. Gegenüber dem Vorgängermodell ist die dritte Generation rund 4 cm länger und 2 cm breiter. Der Radstand wuchs jedoch um knapp 11 cm, was zu kürzeren Überhängen und dadurch veränderten Proportionen führt.
Der Continental GT basiert auf der gleichen Plattform wie der Porsche Panamera. Der W12-Ottomotor ist eine Weiterentwicklung des Bentayga-Triebwerks und leistet mit 467 kW (635 PS) genauso viel wie die Speed-Variante des Vorgängermodells. Auf 100 km/h beschleunigt der Continental GT der dritten Generation in 3,7 Sekunden, die Höchstgeschwindigkeit gibt Bentley mit 333 km/h an. Ein V8-Ottomotor mit 404 kW (550 PS) folgte Ende 2019. Auf Wunsch wurde ein Soundsystem von Bang & Olufsen mit 1500 W und 16 Lautsprechern und ein weiteres von Naim mit 2200 W und 18 Lautsprechern angeboten.
2020 stellte Bentley die besonders exklusive und aufwendig verarbeitete Mulliner-Version des Continental GT vor. Auf Basis des Continental GT präsentierte Bentley nach dem Cabrio Bacalar 2020 im August 2022 das auf 18 Exemplare limitierte Coupé Batur. Sein Name kommt von einem See in Indonesien. Mit dem durch ein neues Ansaugsystem, überarbeitete Turbolader, neue Ladeluftkühler und neue Motorsoftware modifizierten W12 ist das Coupé 544 kW (740 PS) stark und erreicht eine Höchstgeschwindigkeit über 340 km/h; seine Auspuffanlage besteht aus Titan, es hat eine eigene Karosserie und teilt sich äußerlich nur die Außenspiegel mit dem Continental GT. Im Mai 2024 wurde schließlich noch eine Cabriolet-Variante des Batur vorgestellt. Von ihr sind 16 Exemplare geplant.

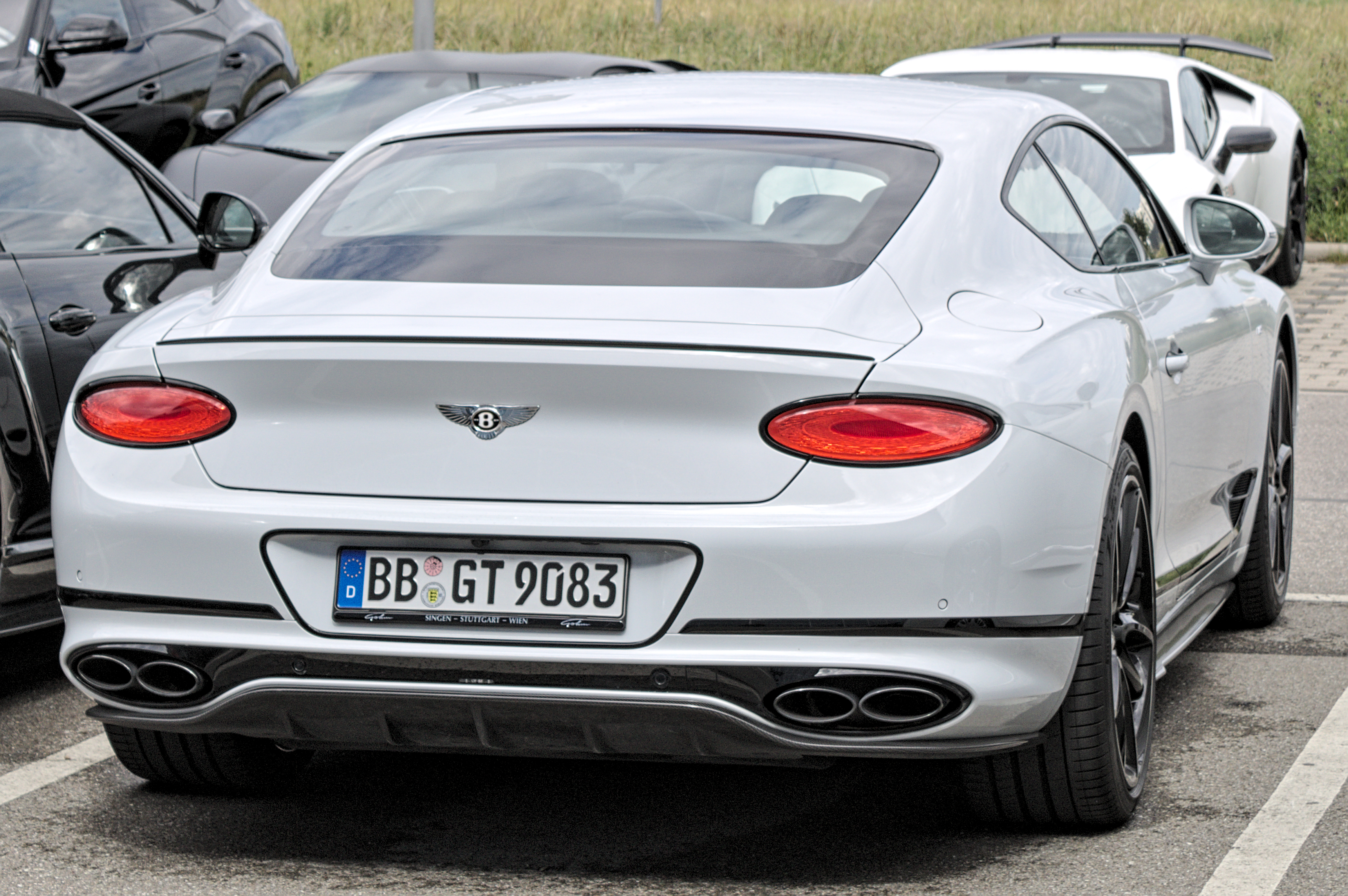
Heckansicht
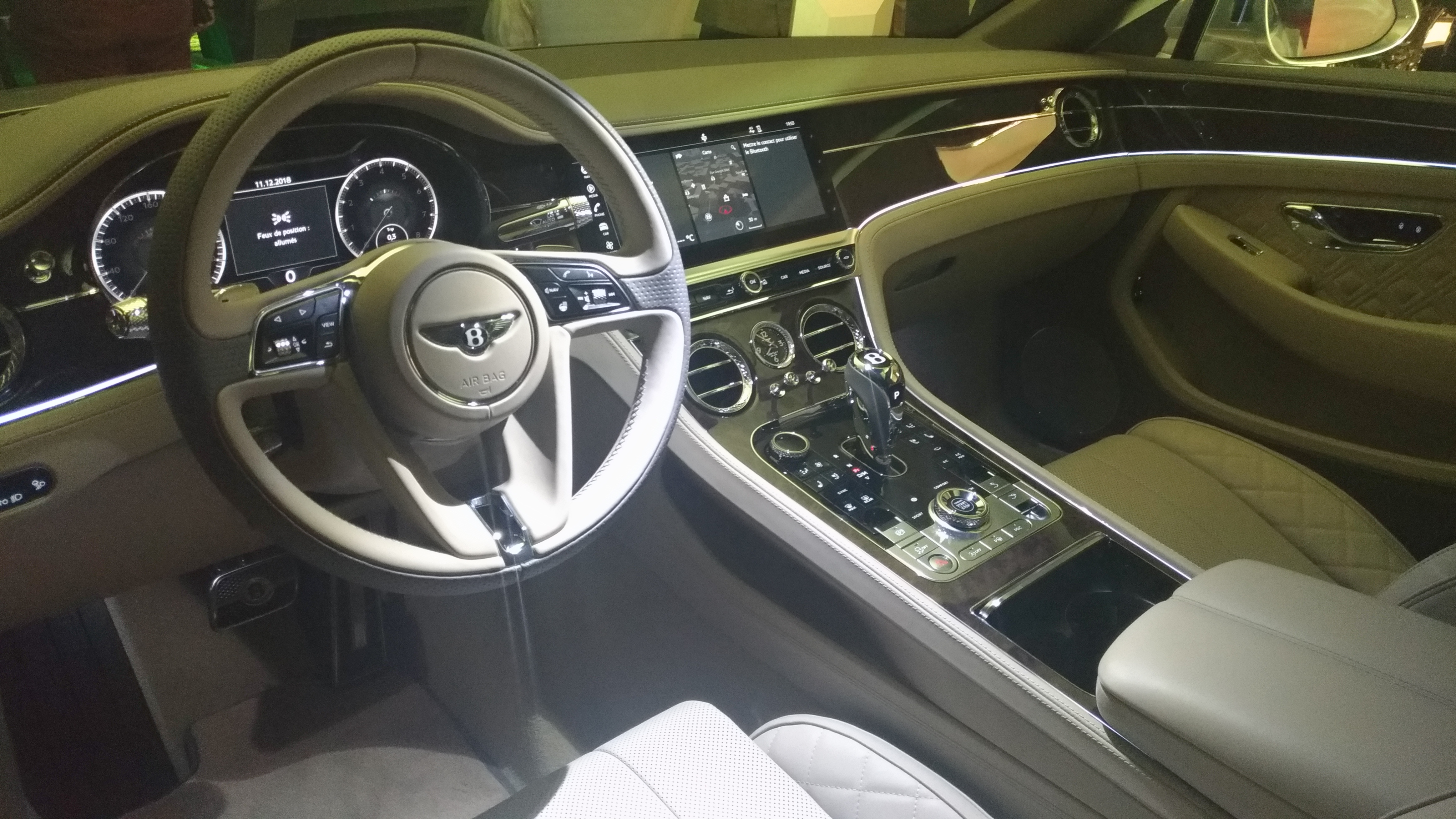
Innenansicht
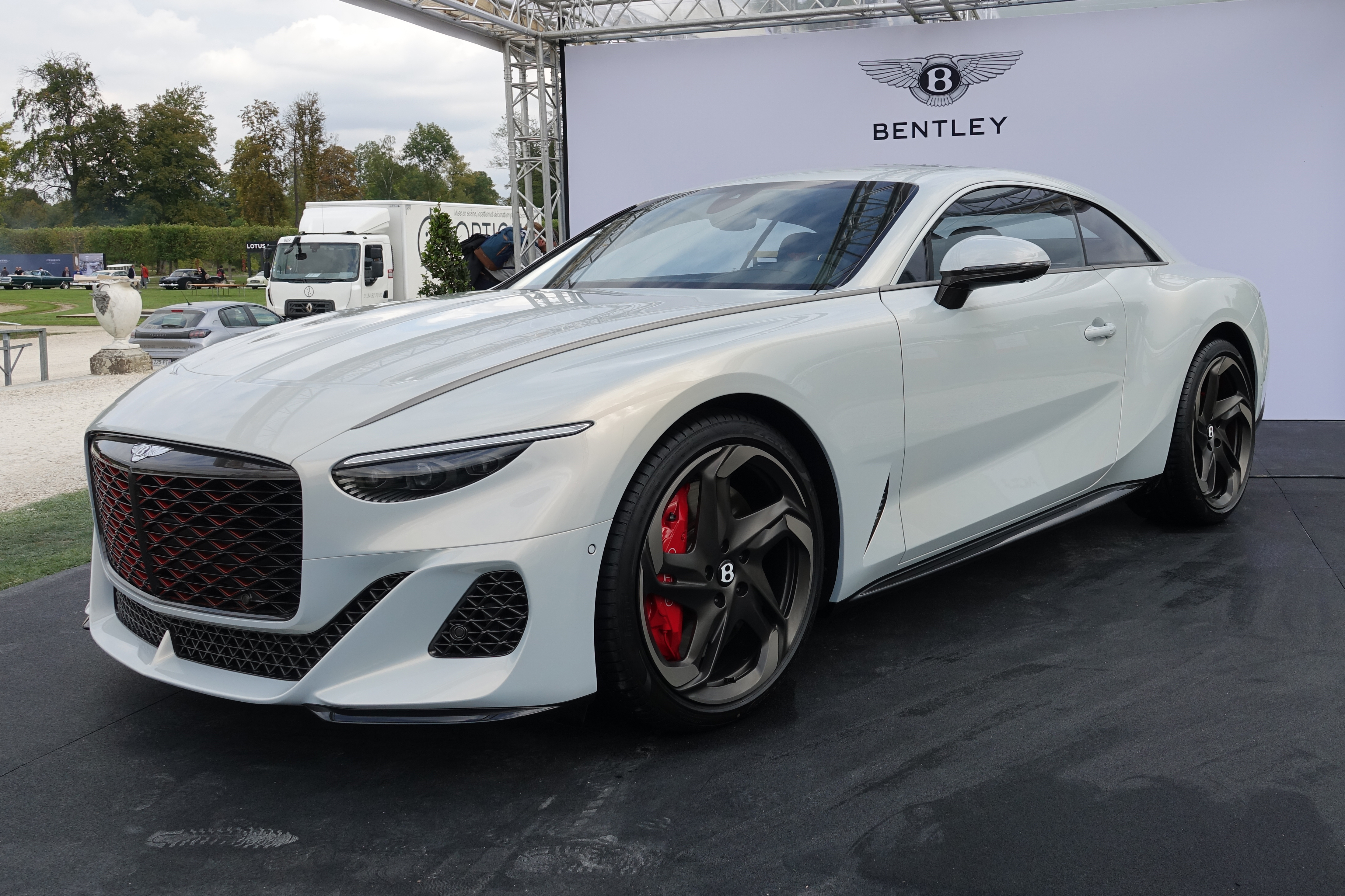
Bentley Batur (2022)

### Sondermodelle

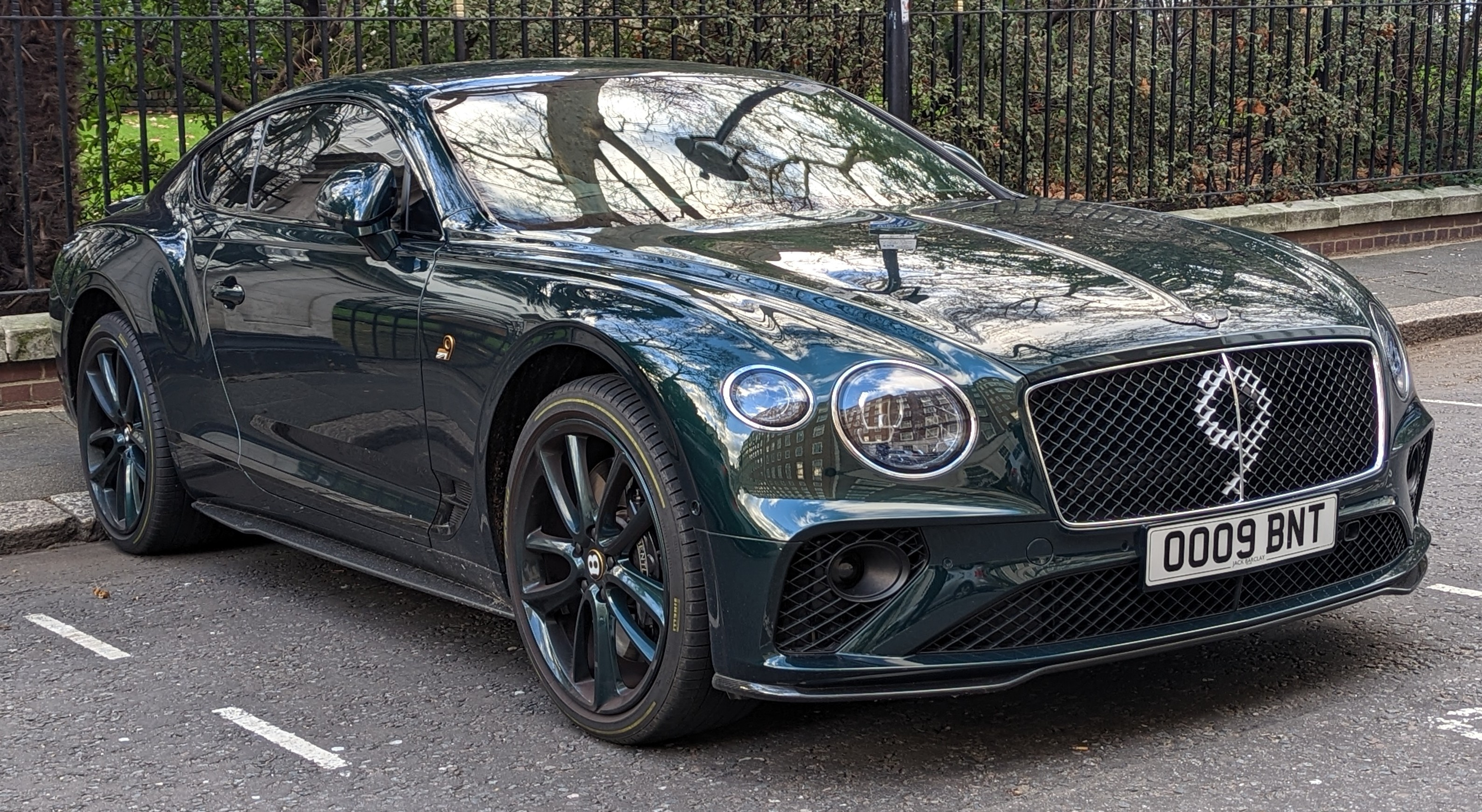
Bentley Continental GT Number 9 Edition (2019)

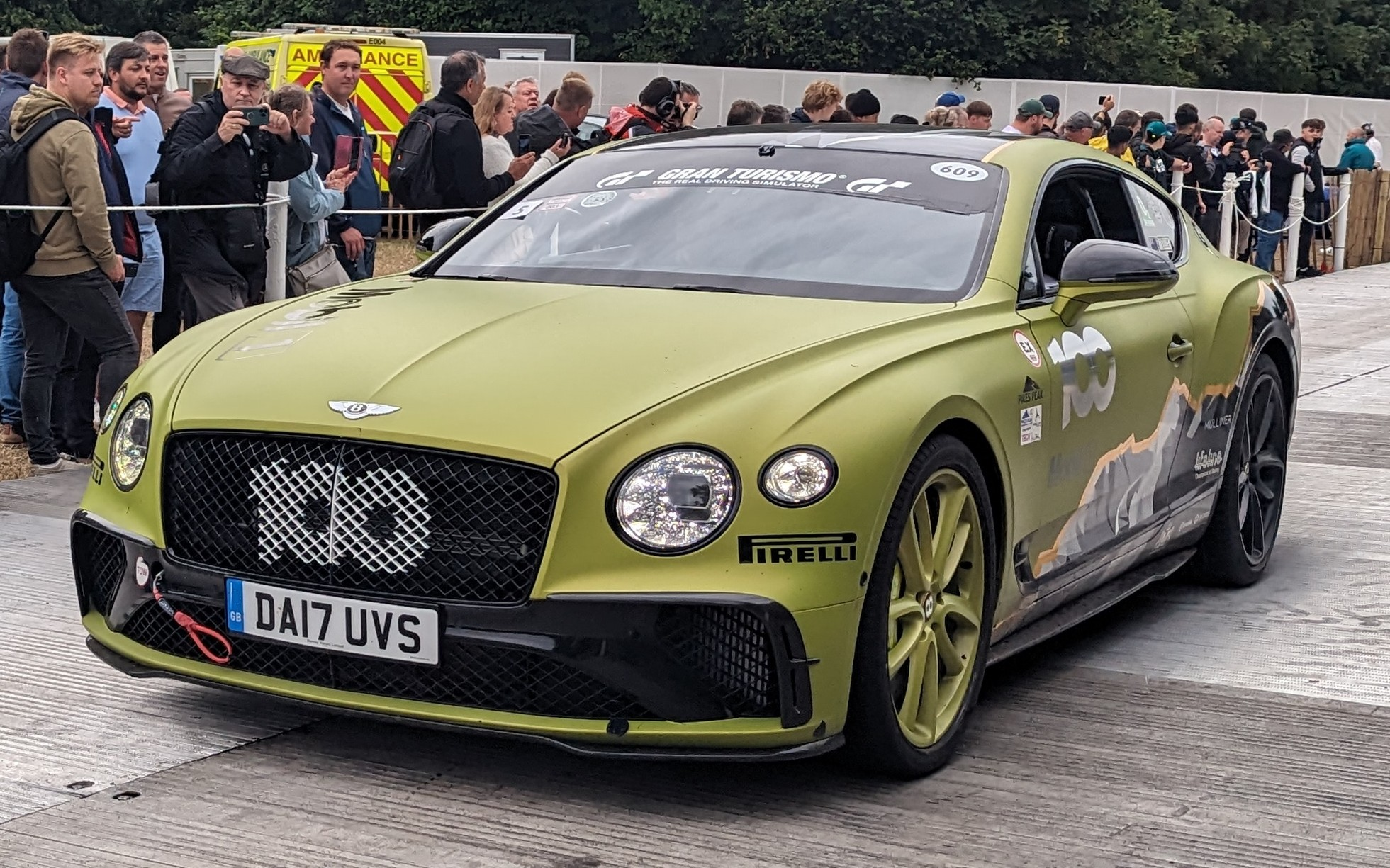
Bentley Continental GT Limited Edition Pikes Peak (2019)

Anlässlich des 100-jährigen Jubiläums der Marke Bentley wurde auf dem Genfer Auto-Salon im März 2019 das auf 100 Exemplare limitierte Sondermodell Number 9 Edition vorgestellt. Das Sondermodell ist eine Hommage an den 4½ Litre Blower-Bentley.
Beim Pikes Peak International Hill Climb am 30. Juni 2019 wurde mit einem Continental GT ein neuer Rekord für Serienautos aufgestellt. Rhys Millen brauchte für die 19,9 km lange Bergstrecke 10:18,488 Minuten. Anlässlich dieses Rekords präsentierte Bentley Anfang Dezember 2019 das auf 15 Exemplare limitierte Sondermodell Limited Edition Pikes Peak. Neben einer Lackierung, die an das Rekordfahrzeug erinnern soll, hat es ein Body-Kit aus Kohlenstofffaserlaminat und im Kühlergrill die weiß lackierte Zahl 100, die an den 100. Geburtstag des Unternehmens erinnern soll.
Ausschließlich für den japanischen Markt war das auf zehn Exemplare limitierte Sondermodell Equinox Edition by Mulliner auf Basis des GT V8 bestimmt, das im April 2021 vorgestellt wurde.
Ein Einzelstück ist der im Januar 2023 vorgestellte Azure als Hommage an einen R-Type Continental von 1953.
Anlässlich des 20-jährigen Jubiläums des Doppelsieges Bentleys beim 24-Stunden-Rennen von Le Mans 2003 wurde im April 2023 das auf 48 Exemplare limitierte Sondermodell Le Mans Collection vorgestellt.
Da Bentley im Frühjahr 2024 die Herstellung des W12-Motors einstellte, wurde im Mai 2023 das auf 120 Exemplare limitierte Sondermodell Speed Edition 12 präsentiert.

### Continental GT Speed
Am 23. März 2021 präsentierte Bentley wieder eine leistungsgesteigerte Speed-Variante. Im dritten Quartal 2021 starteten die Auslieferungen. Die Leistung beträgt nun wie im 2020 vorgestellten Bacalar 485 kW (659 PS). Die Beschleunigung auf 100 km/h soll in 3,6 Sekunden erfolgen, die Höchstgeschwindigkeit wird mit 335 km/h angegeben. Außerdem hat der Speed eine Allradlenkung.

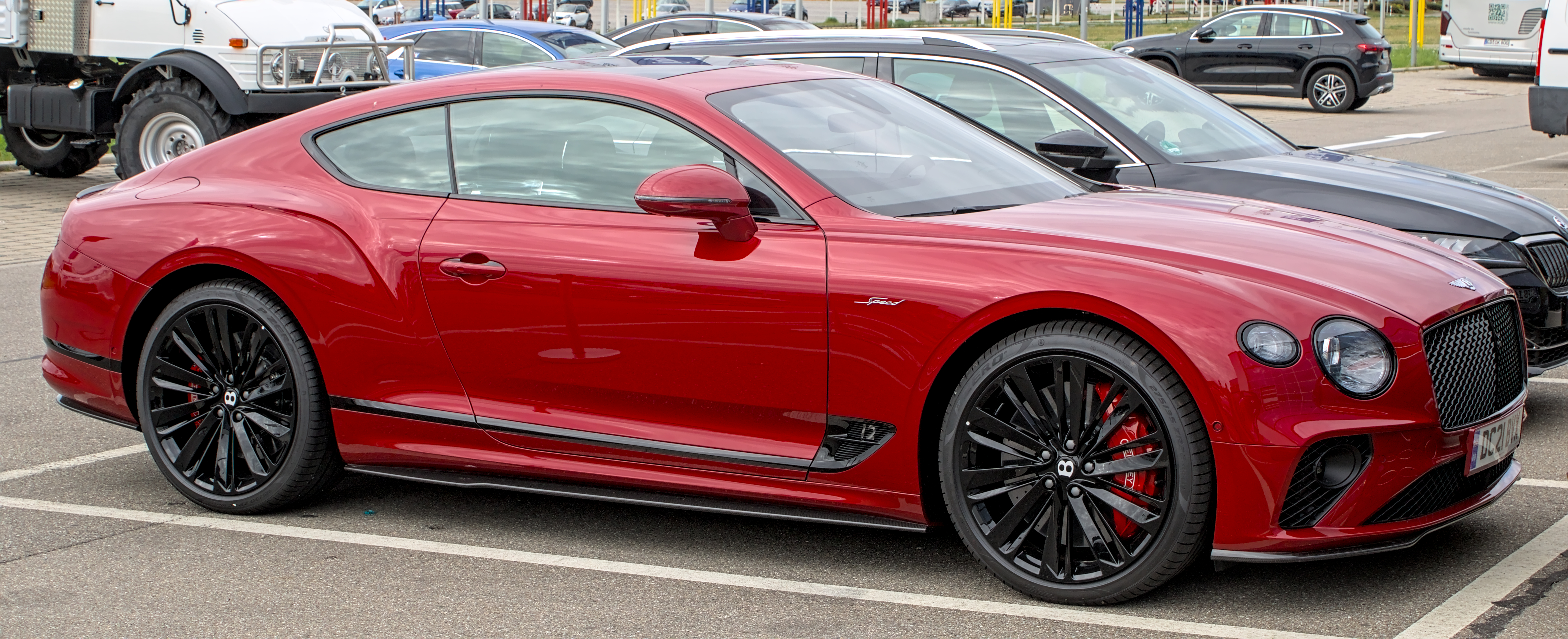
Bentley Continental GT Speed (2021–2024)
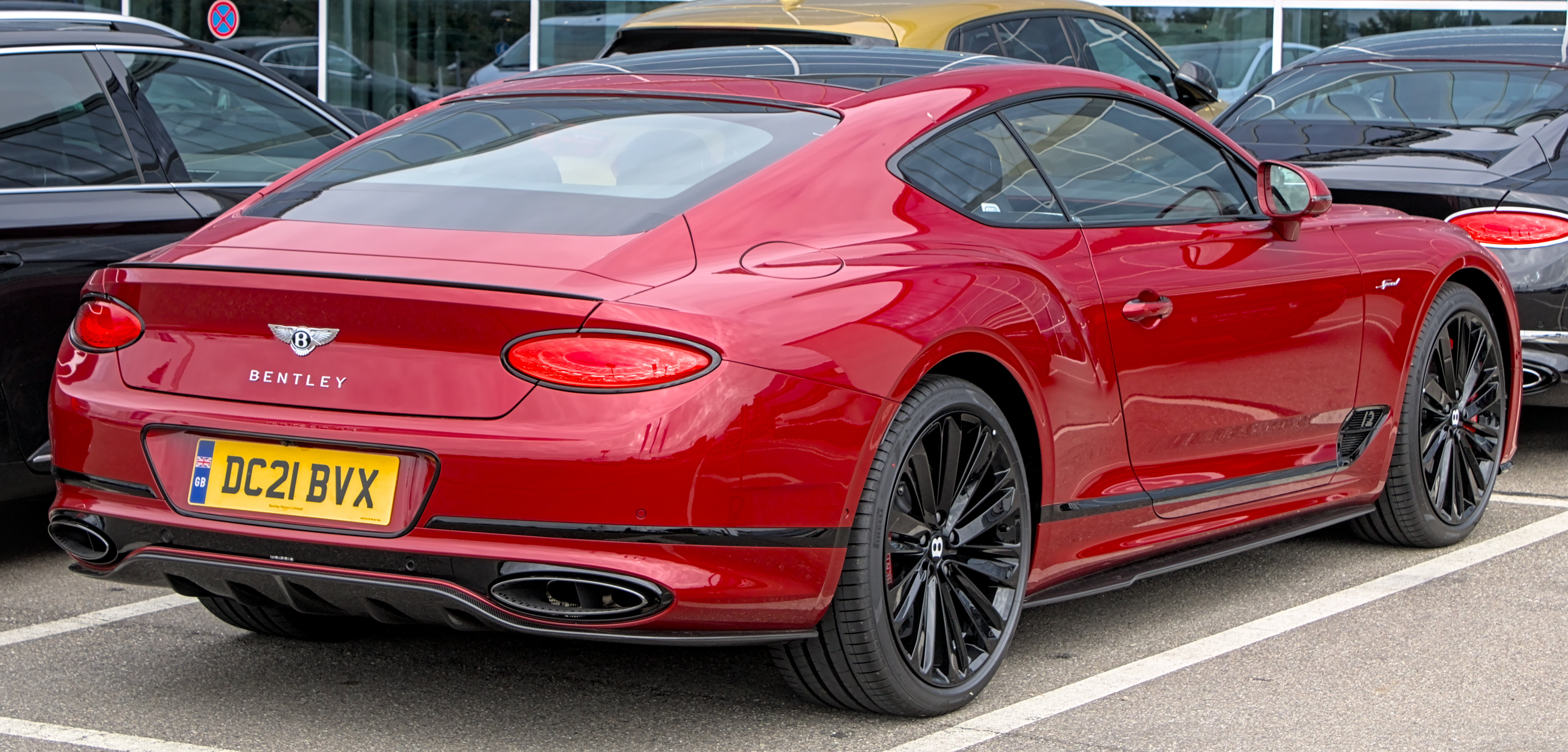
Heckansicht

### Technische Daten
|                                                  | Continental GT V8              | Continental GT                 | Continental GT Speed           |
| ------------------------------------------------ | ------------------------------ | ------------------------------ | ------------------------------ |
| Bauzeitraum                                      | 12/2019–05/2024                | 03/2018–03/2021                | 03/2021–05/2024                |
| Motorkenndaten                                   |                                |                                |                                |
| Motortyp                                         | V8-Ottomotor                   | W12-Ottomotor                  | W12-Ottomotor                  |
| Motoraufladung                                   | Biturbo                        | Biturbo                        | Biturbo                        |
| Hubraum                                          | 3996 cm³                       | 5950 cm³                       | 5950 cm³                       |
| max. Leistung bei min−1                          | 404 kW (550 PS) / 6000         | 467 kW (635 PS) / 5000–6000    | 485 kW (659 PS) / 5000–6000    |
| max. Drehmoment bei min−1                        | 770 Nm / 2000–4500             | 900 Nm / 1350–4500             | 900 Nm / 1500–5000             |
| Kraftübertragung                                 |                                |                                |                                |
| Antrieb                                          | Allradantrieb                  | Allradantrieb                  | Allradantrieb                  |
| Getriebe, serienmäßig                            | 8-Gang-Doppelkupplungsgetriebe | 8-Gang-Doppelkupplungsgetriebe | 8-Gang-Doppelkupplungsgetriebe |
| Messwerte                                        |                                |                                |                                |
| Höchstgeschwindigkeit                            | 318 km/h                       | 333 km/h                       | 335 km/h                       |
| Beschleunigung, 0–100 km/h                       | 4,0 s                          | 3,7 s                          | 3,6 s                          |
| Kraftstoffverbrauch auf 100 km (NEFZ kombiniert) | 11,2 Liter Super Plus          | 12,2 Liter Super Plus          | 13,5 Liter Super Plus          |
| CO2-Emissionen (kombiniert)                      | 255 g/km                       | 278 g/km                       | 308 g/km                       |
| Abgasnorm                                        | Euro 6                         | Euro 6                         | Euro 6                         |
| Leergewicht                                      | 2165 kg                        | 2244 kg                        | 2273 kg                        |
| Tankinhalt                                       | 90 l                           | 90 l                           | 90 l                           |

## Vierte Generation (seit 2024)
Die vierte Generation von Continental GT und Continental GTC wurde am 25. Juni 2024 vorgestellt. Luxuriösere Versionen von Mulliner folgten am 2. Oktober 2024.
Angetrieben wurde diese Generation zum Marktstart ausschließlich von einem Plug-in-Hybrid-Antrieb als Speed. Er kombiniert den aus dem Vorgängermodell bekannten 4,0-Liter-Ottomotor mit einem Elektromotor. Die Systemleistung wird mit 575 kW (782 PS) angegeben. Sie wird an vier Räder übertragen (Allradantrieb). Ein Akku mit einem Energieinhalt von 25,9 kWh ermöglicht eine elektrische Reichweite von 81 km nach dem WLTP-Fahrzyklus. Eine etwas schwächere Version gibt es seit April 2025.
Zum Fahrwerk gehören eine Allradlenkung und eine 48-V-Wankstabilisierung.

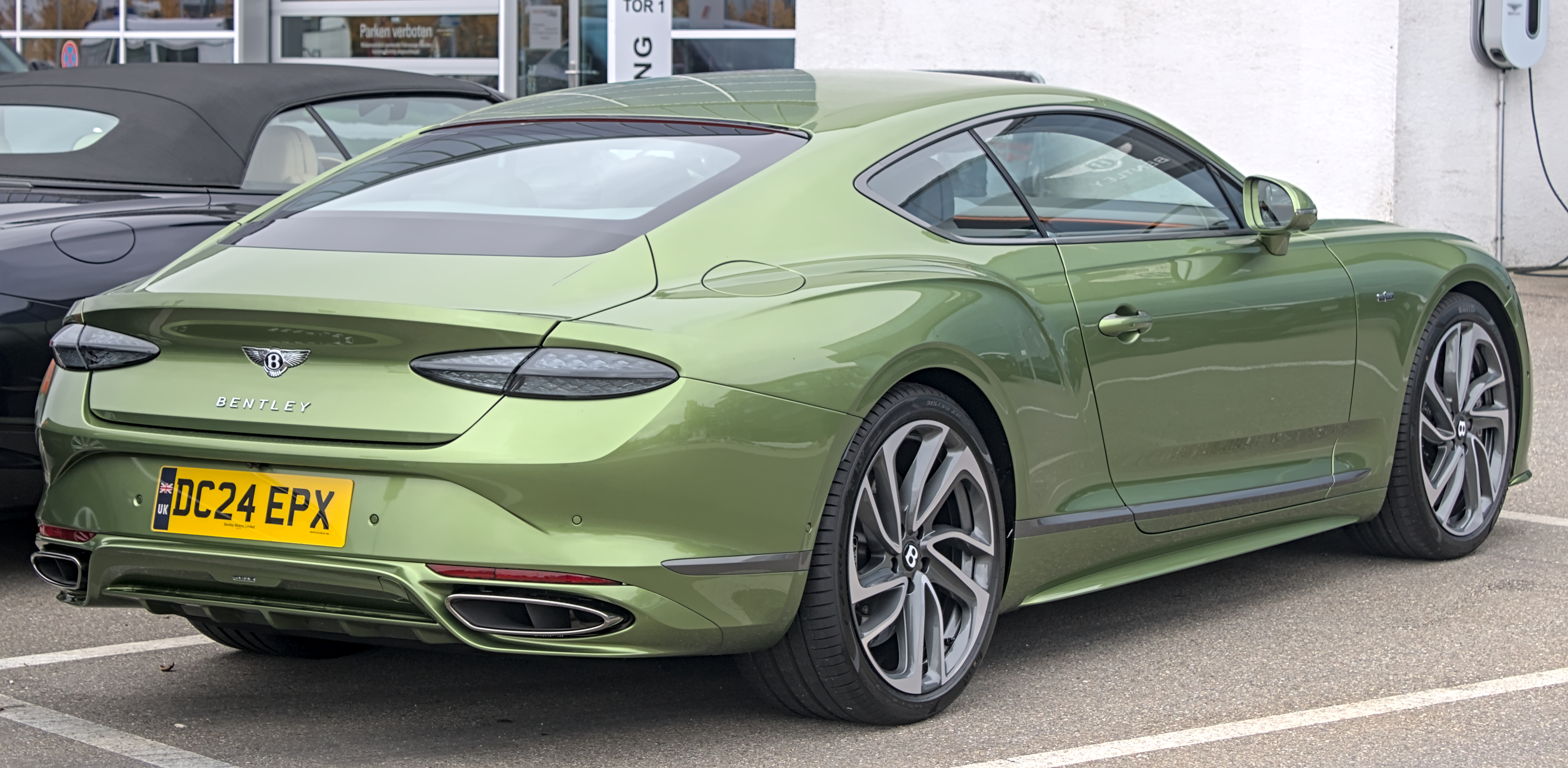
Heckansicht

### Technische Daten
|                                                   | Continental GT                 | Continental GT Speed           |
| Bauzeitraum                                       | seit 04/2025                   | seit 06/2024                   |
| Motorkenndaten                                    |                                |                                |
| Motortyp                                          | V8-Ottomotor + Elektromotor    | V8-Ottomotor + Elektromotor    |
| Hubraum                                           | 3996 cm³                       | 3996 cm³                       |
| max. Leistung Verbrennungsmotor bei min−1         | 382 kW (519 PS) / 6250         | 441 kW (600 PS) / 6000         |
| max. Leistung Elektromotor                        | 140 kW (190 PS)                | 140 kW (190 PS)                |
| max. Systemleistung                               | 500 kW (680 PS)                | 575 kW (782 PS)                |
| max. Drehmoment Verbrennungsmotor bei min−1       | 770 Nm / 2300–4500             | 800 Nm / 2000–4500             |
| max. Drehmoment Elektromotor                      | 450 Nm                         | 450 Nm                         |
| max. Systemdrehmoment                             | 930 Nm                         | 1000 Nm                        |
| Kraftübertragung                                  |                                |                                |
| Antrieb                                           | Allradantrieb                  | Allradantrieb                  |
| Getriebe                                          | 8-Gang-Doppelkupplungsgetriebe | 8-Gang-Doppelkupplungsgetriebe |
| Messwerte                                         |                                |                                |
| Höchstgeschwindigkeit                             | 270 km/h                       | 335 km/h                       |
| Beschleunigung, 0–100 km/h                        | 3,7 s                          | 3,2 s                          |
| Kraftstoffverbrauch auf 100 km (WLTP, kombiniert) |                                |                                |
| CO2-Emissionen (kombiniert)                       | 29 g/km                        | 29 g/km                        |
| Tankinhalt                                        | 80 l                           | 80 l                           |
| Energieinhalt Akku                                | 25,9 kWh                       | 25,9 kWh                       |
| Elektrische Reichweite, WLTP                      | 85 km                          | 81 km                          |
| Abgasnorm                                         | Euro 6e                        | Euro 6e                        |

## Produktionszahlen Bentley Continental GT
Gesamtproduktion Fahrzeuge seit 2018
| Jahr           | 2018  | 2019  | 2020  | 2021  | 2022 | Summe |
| -------------- | ----- | ----- | ----- | ----- | ---- | ----- |
| Continental GT | 2.841 | 3.903 | 1.995 | 3.031 |      |       |